# 三笠鉄道記念館
三笠鉄道記念館（みかさてつどうきねんかん）は、北海道三笠市にある鉄道を中心とした博物館。三笠市が設置し、指定管理者の三笠振興開発株式会社が管理・運営をしている。この記事では、記念館を含む鉄道施設群「三笠鉄道村」（みかさてつどうむら）についても記述する。
北海道で最初の鉄道として1882年（明治15年）に開業し、特定地方交通線としてJR発足後最初に廃止された北海道旅客鉄道（JR北海道）幌内線を記念する鉄道保存施設。記念館を含む旧幌内駅周辺を「幌内ゾーン」・旧三笠駅周辺を「三笠ゾーン」として位置づけ三笠ゾーンにはクロフォード公園（後述）を造成した。北海道で使用された鉄道車両や、貴重な鉄道資料、交通・炭鉱関係資料等を保存する。

## 歴史
1984年（昭和59年）に「メモリアルパーク」構想として北海道の鉄道発祥の地の一つである三笠・幌内地区の歴史遺産を用いた野外博物館を計画、幌内線の終着駅である幌内駅跡地を活用し、1985年（昭和60年）に三笠市・北海道中央バスや三笠市建設業協会・商工会をはじめとした地元資本等の出資による第三セクター「三笠振興開発」を設立、10月に着工、1986年（昭和61年）7月には鉄道記念館本体工事が完成、その後は後述する1987年予定の北海道交通科学博覧会計画の中止を経て、1986年12月20日に展示工事費が可決され、1987年（昭和62年）9月6日に開館。

## 施設概要
- 敷地面積：18,000平米[5]
- 駐車場面積：5,000平米[5]
- 建築面積：1,541平米[5]
- 延床面積：2,484平米（1階1,030平米・2階961平米・機関庫437平米）[5]
- 工法：鉄筋コンクリート・一部鉄骨造 レンガタイル貼り[5]

## 利用案内
- 開館時間：9：00 - 17：00
- 休館日：毎週月曜日（月曜日が祝日の場合は翌日）、冬季期間（10月16日 - 4月15日）
- 入館料：高校生以上530円、小中学生210円

## 主な展示物

### 動態保存車両

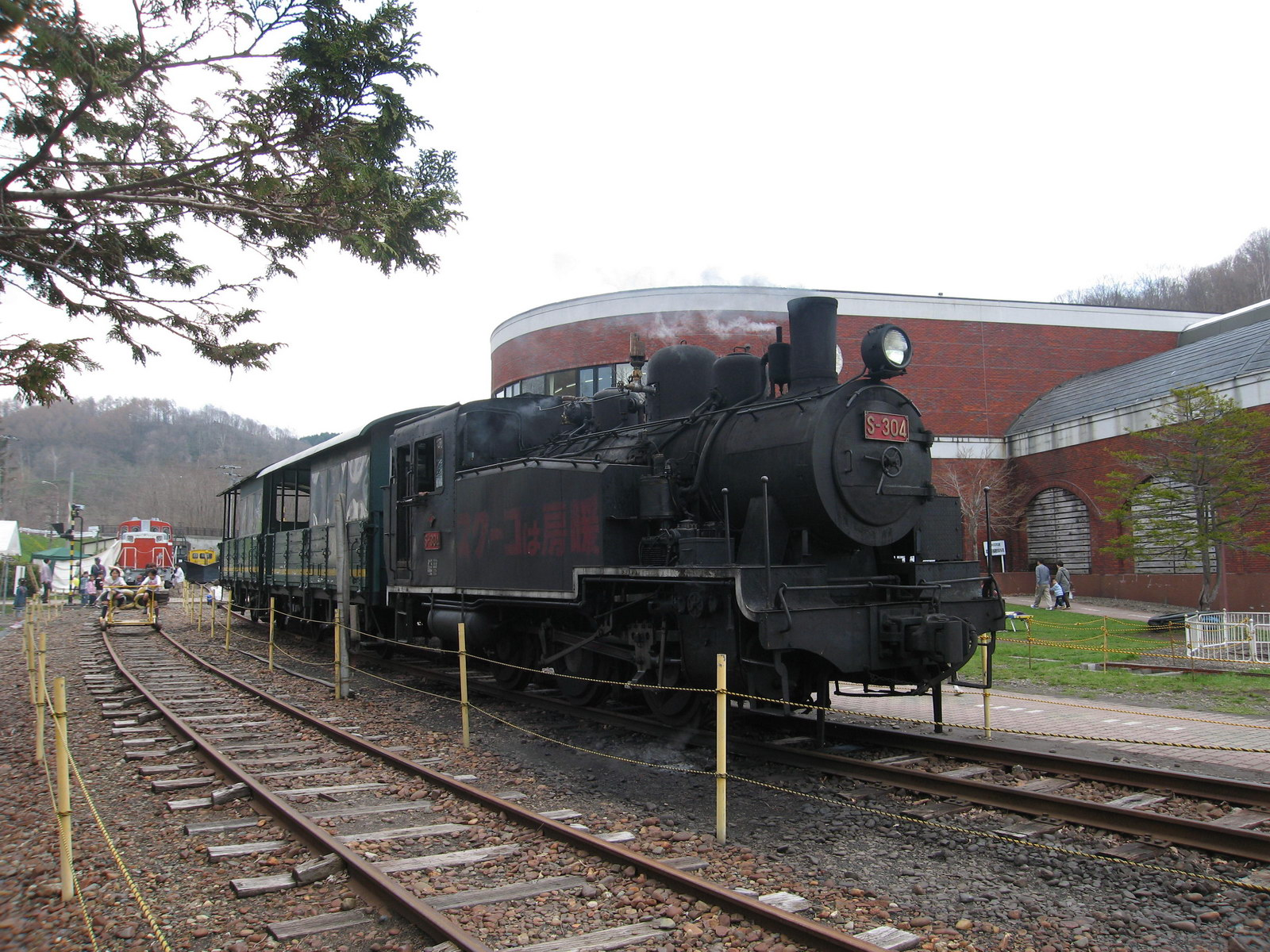
S-304

小型蒸気機関車が（日曜日には30分ごとに）、2両の二軸貨車（トラ45000形貨車）改造のオープン型の客車を牽き、300mのコースで往復運転を行う。料金は1歳以上1人300円。また「SL機関士体験クラブ」として蒸気機関車運転体験も展開されており、午前に幌内線の歴史と蒸気機関車の構造など1時間の講習を行い証明書を発行し、午後に運転体験を行うプログラムとなっている。
- S-304
室蘭市の鐵原コークス（現・テツゲン）で工場内の入換に使用されていた、1939年日本車輌製造製の車軸配置0-6-0(C)形の産業用タンク機関車。当初は新日鉄室蘭製鉄所にいた。日本において最も遅くまで、保存用や観光用を除いて現役で使用された蒸気機関車である。動態保存中の蒸気機関車も参照。

- トロッコ車両
トラ49456・トラ53095を、当館内でS-304とともに構内運転に用いるために改造した車両。

### 静態保存車両
車両の多くは、JR北海道よりの貸与である。

#### 蒸気機関車
- 59609（屋内保存、新潟県立自然科学館の29622とナンバープレートを入れ替えた可能性あり）
- C12 2（屋内保存、以前札幌市円山動物園で展示されていた車両）

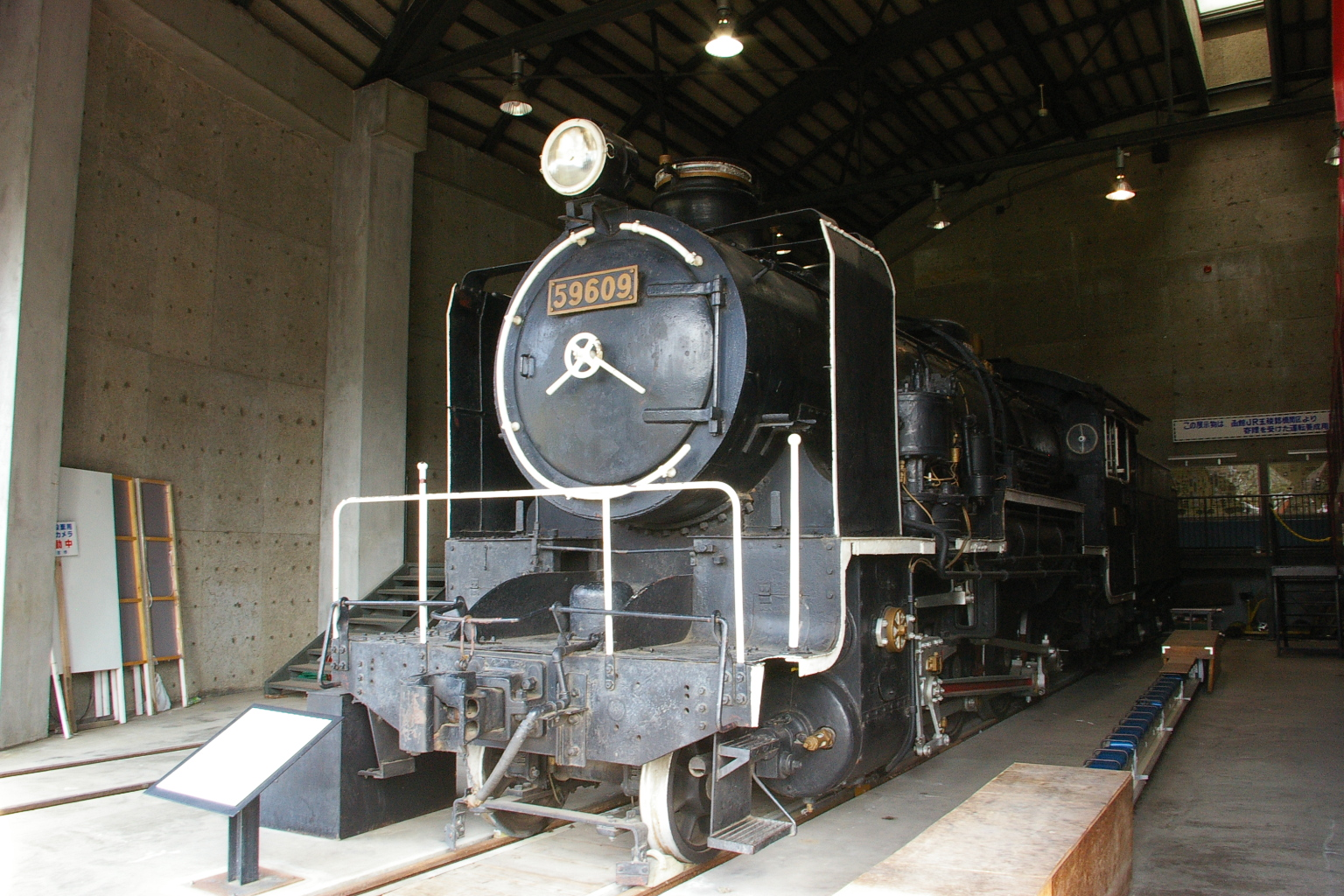
59609(29622)
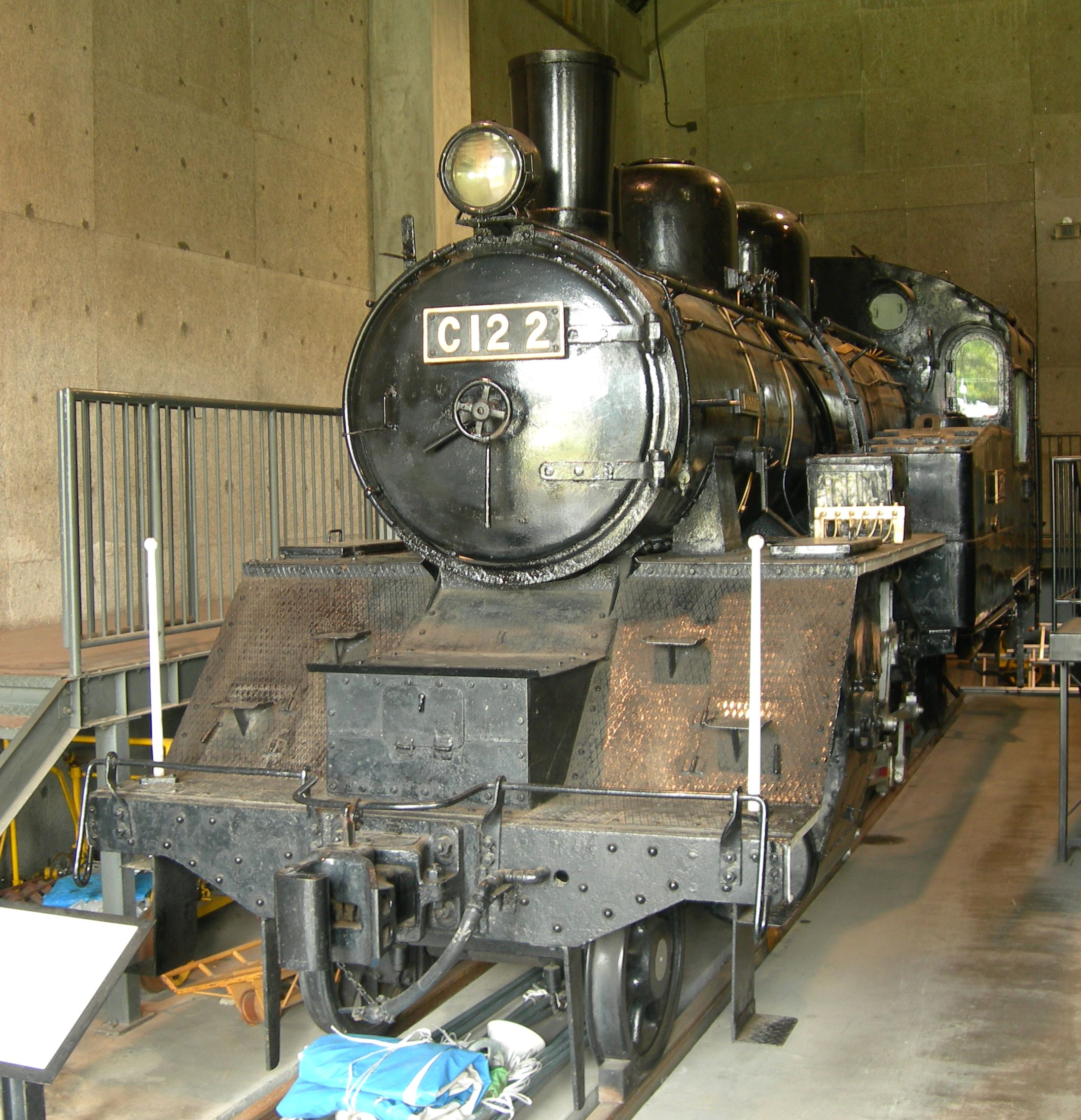
C12 2

#### 電気機関車
- ED76 505（屋内保存）

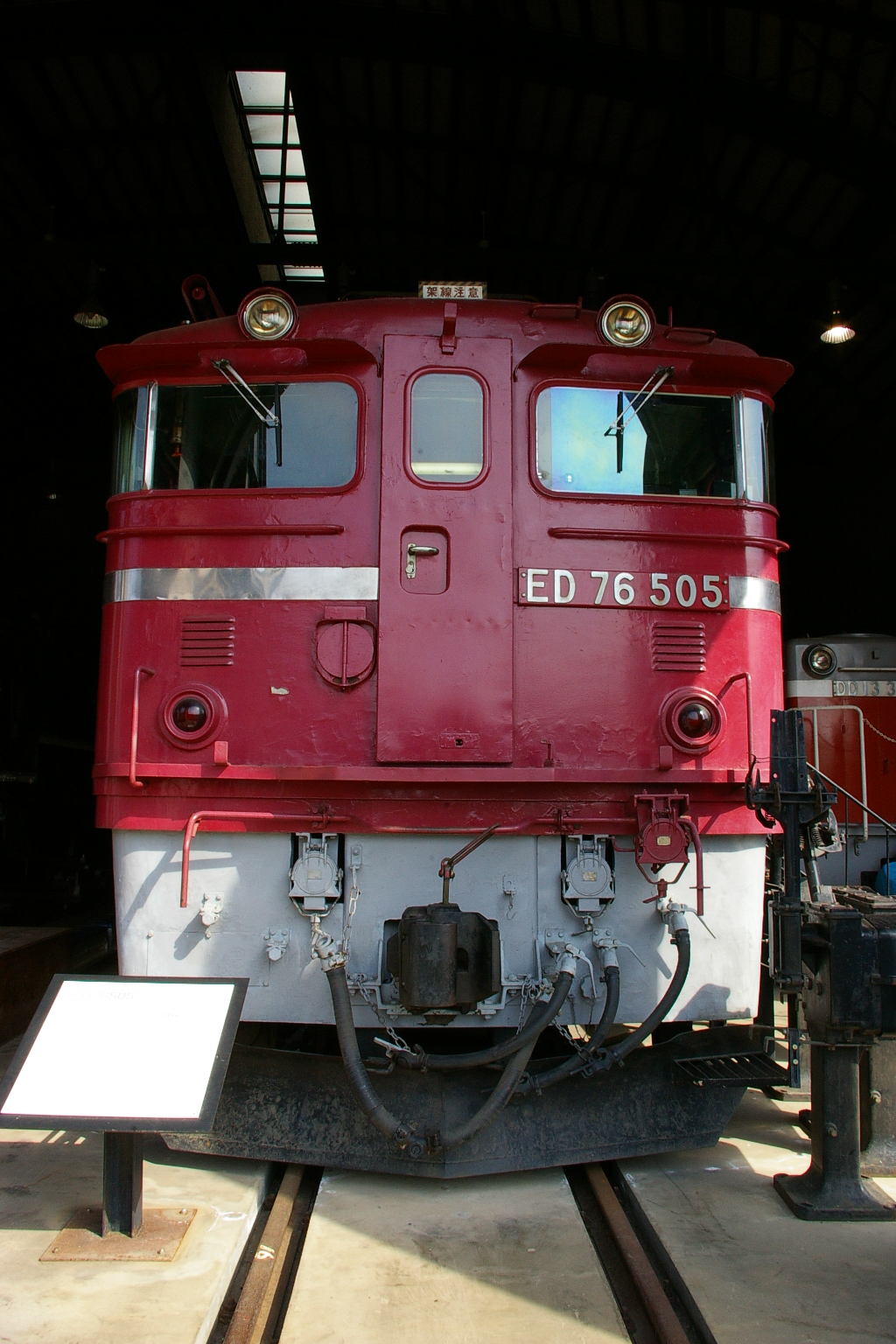
ED76 505

#### ディーゼル機関車

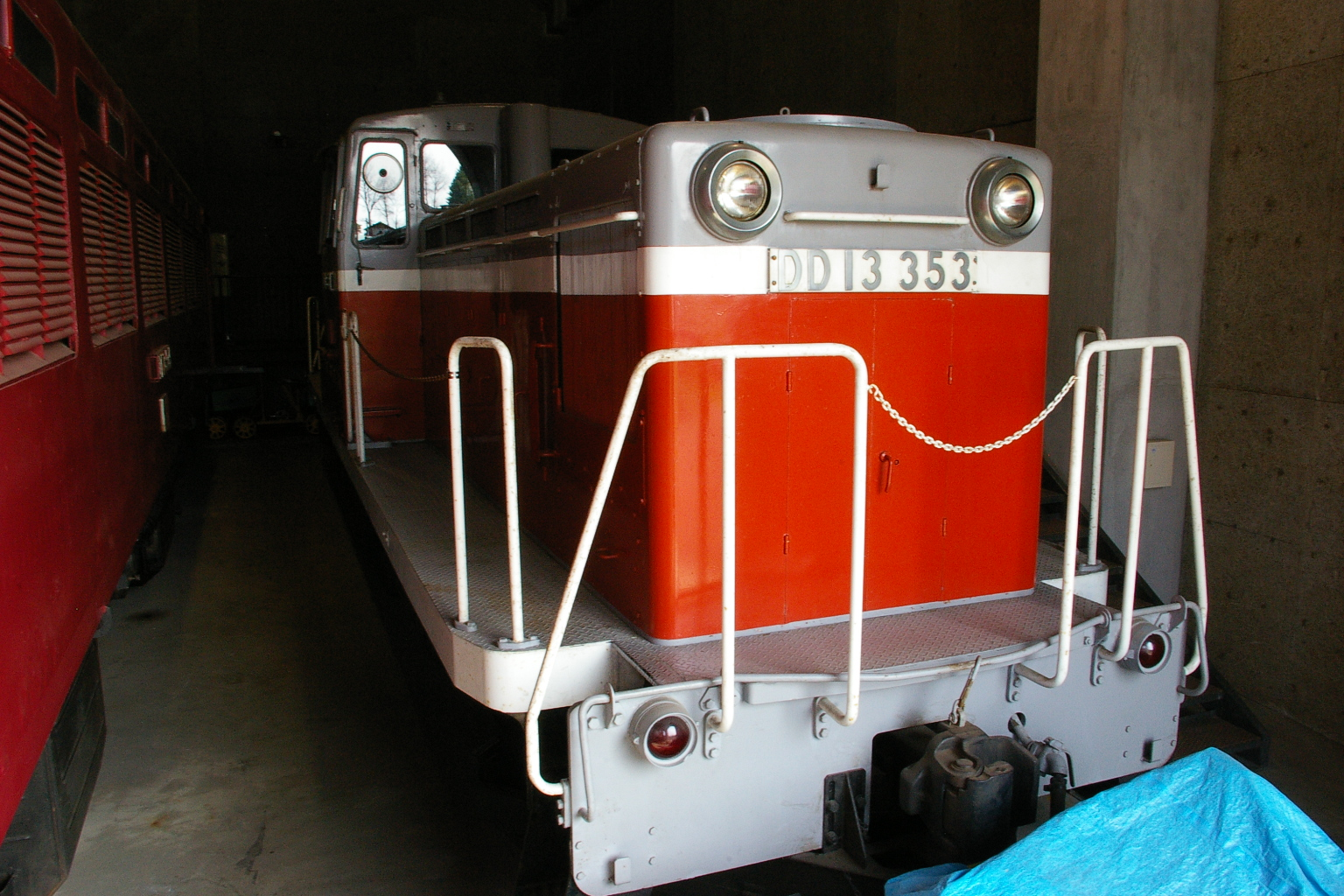
DD13 353
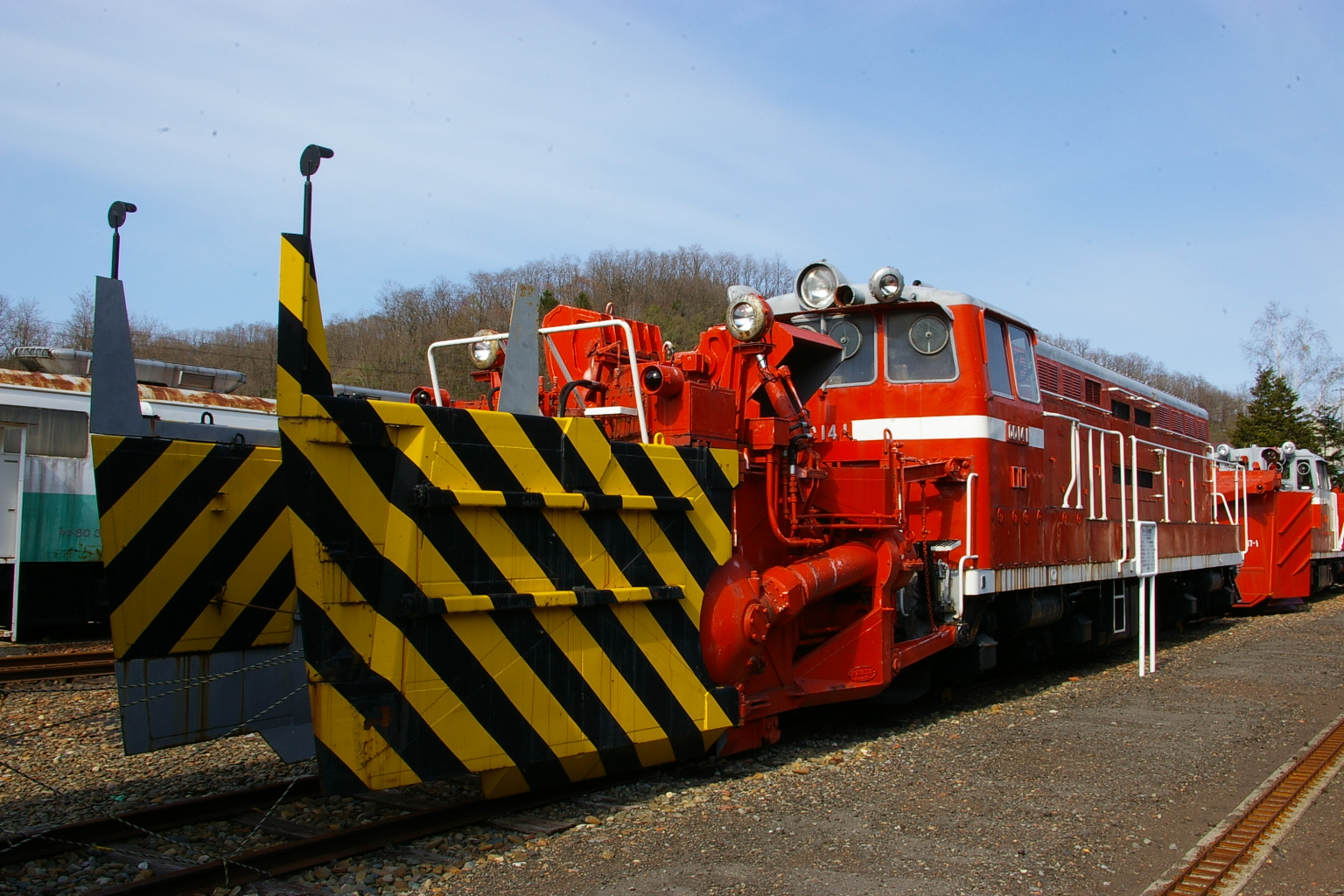
DD14 1（ロータリー式除雪機関車）
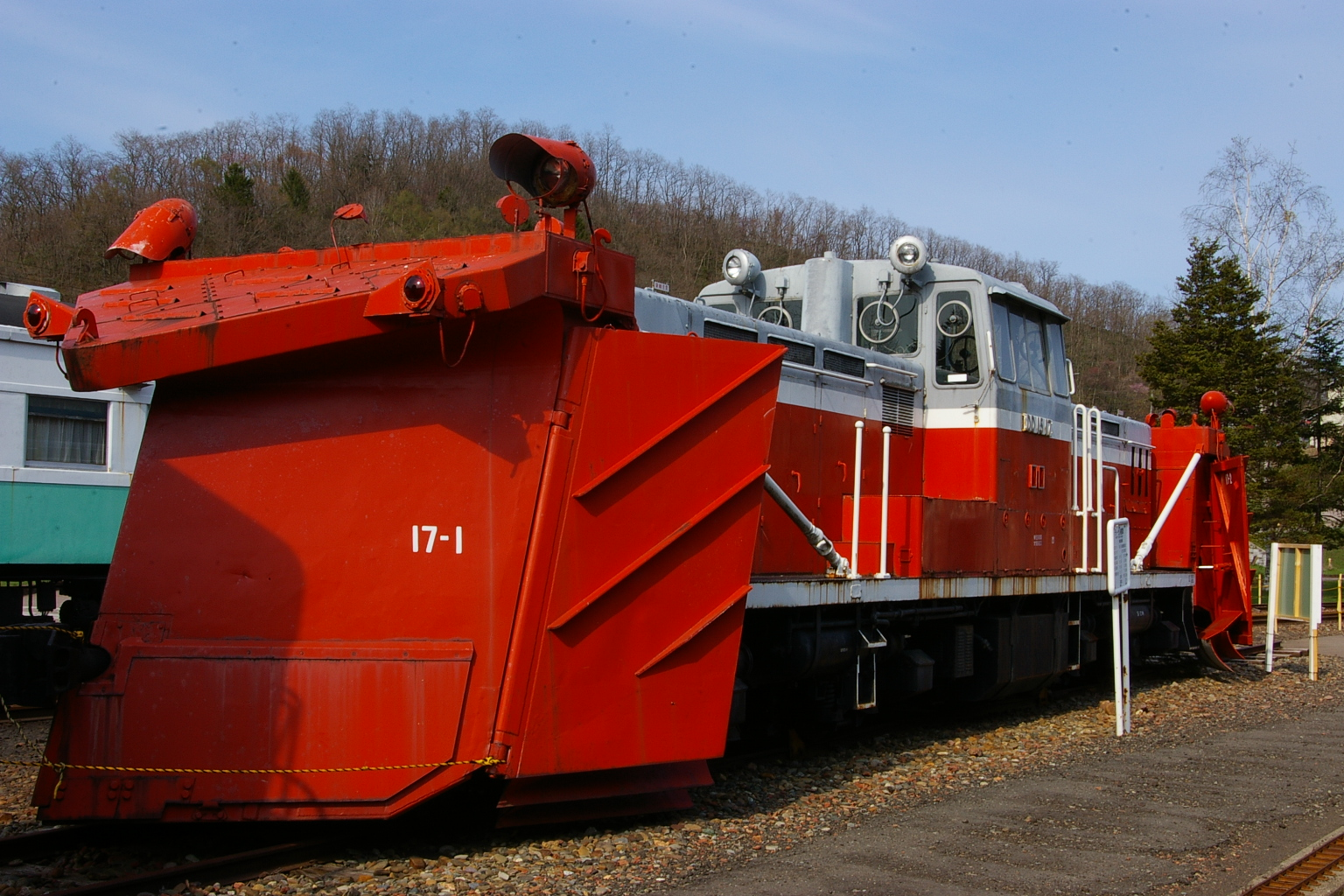
DD15 17（ラッセル式除雪機関車）
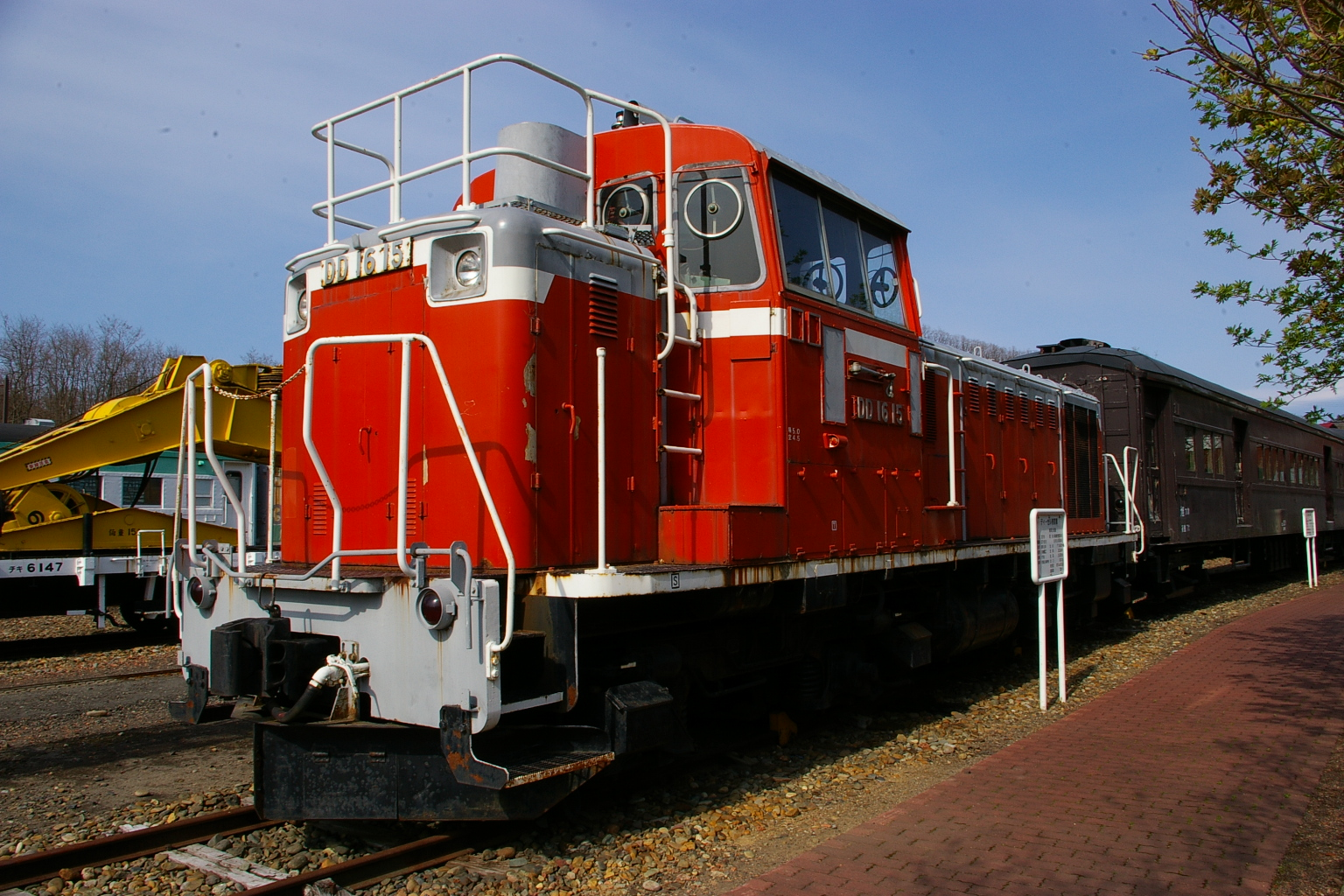
DD16 15
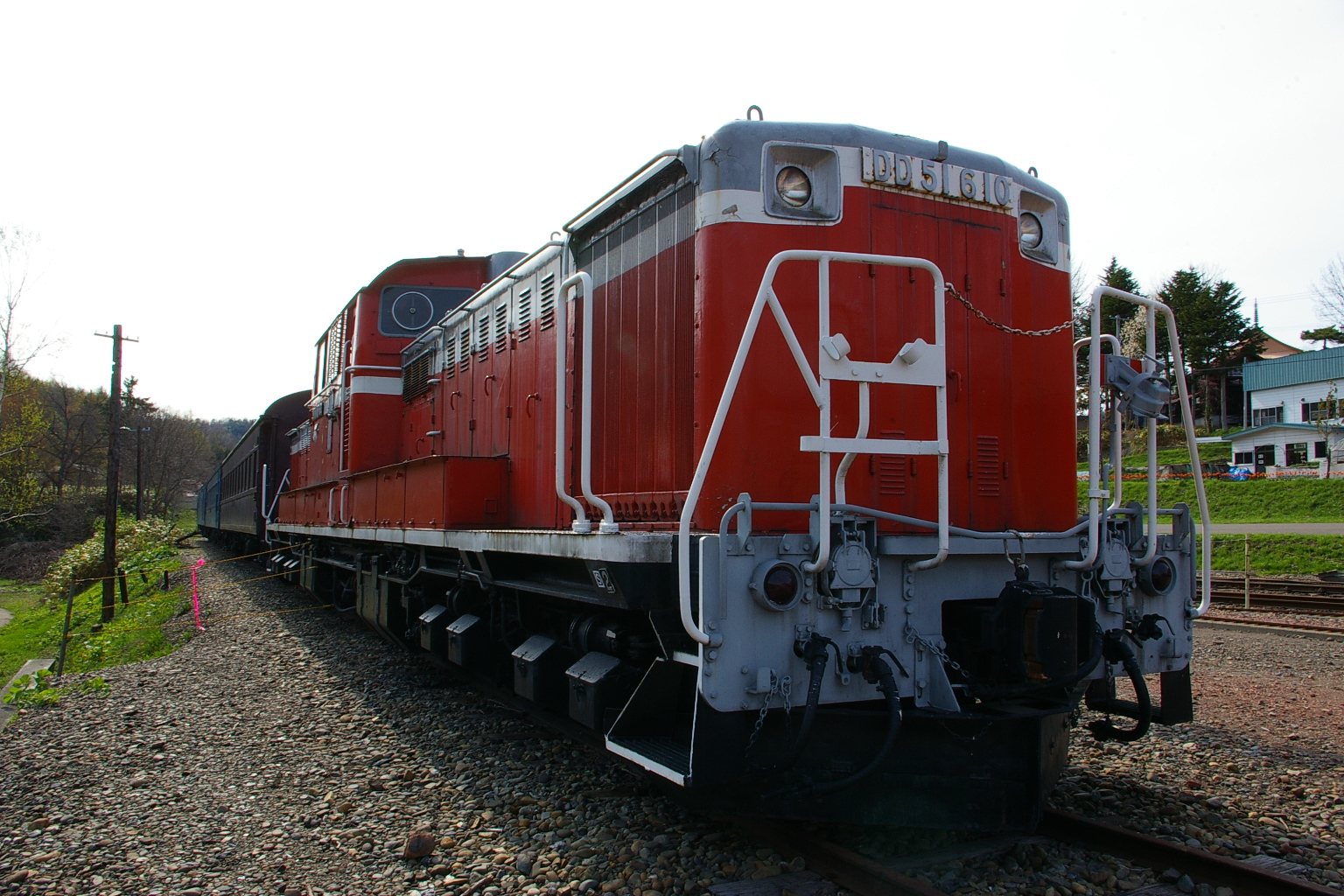
DD51 610
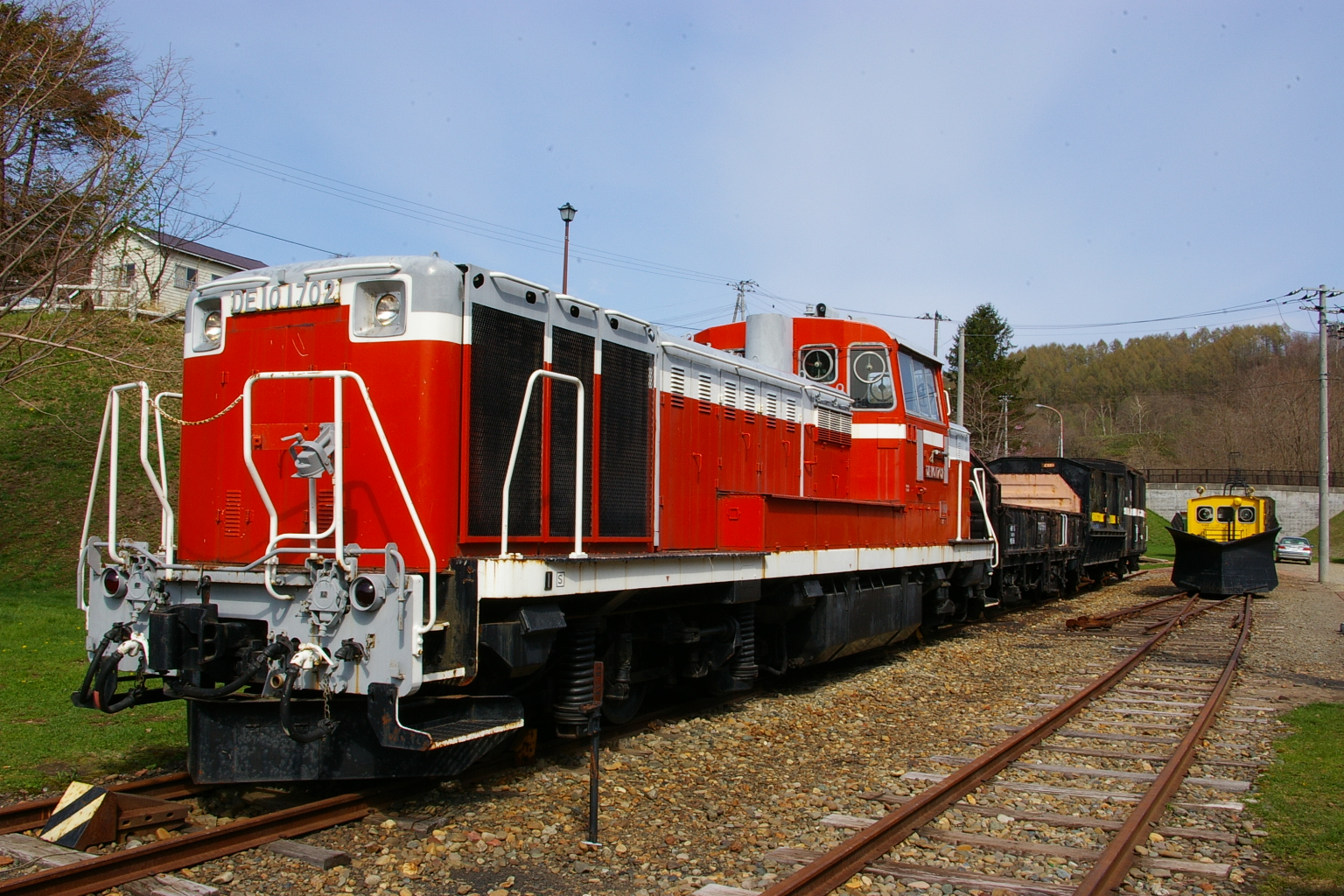
DE10 1702

- DD13 353
- DD14 1
- DD15 17
- DD16 15
- DD51 610
- DE10 1702

#### 気動車

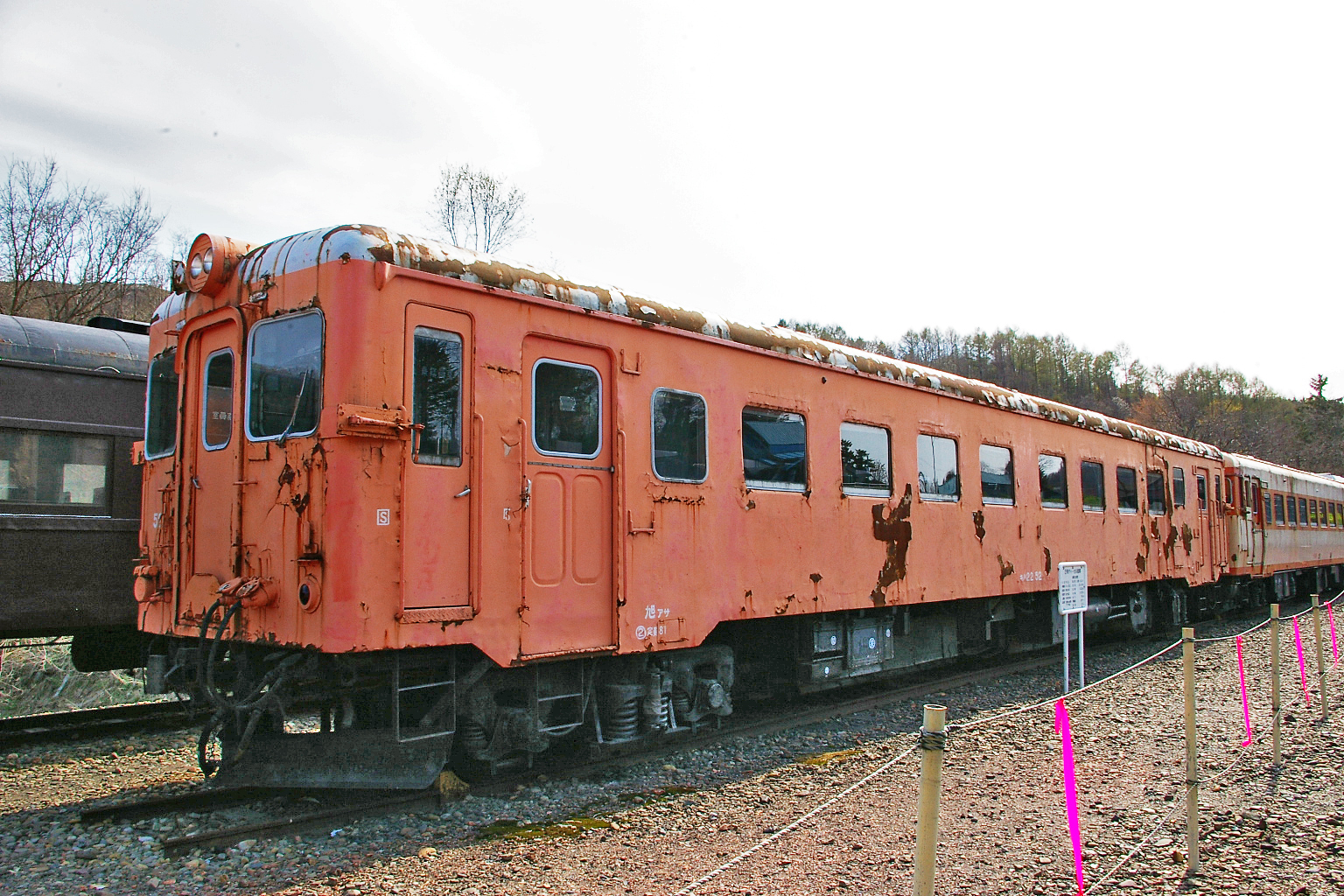
キハ22 52
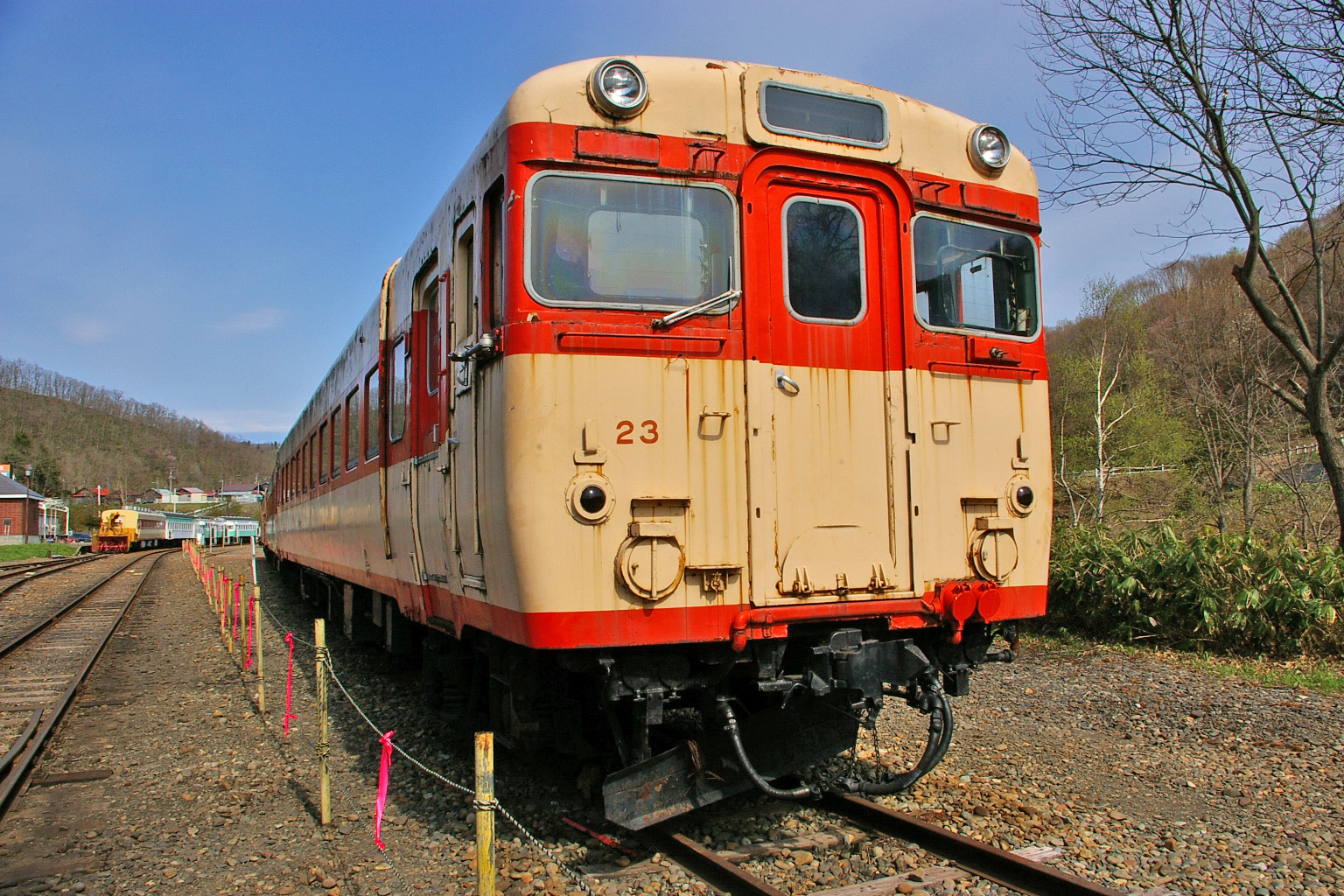
キロ26 104, キハ27 23, キハ56 16
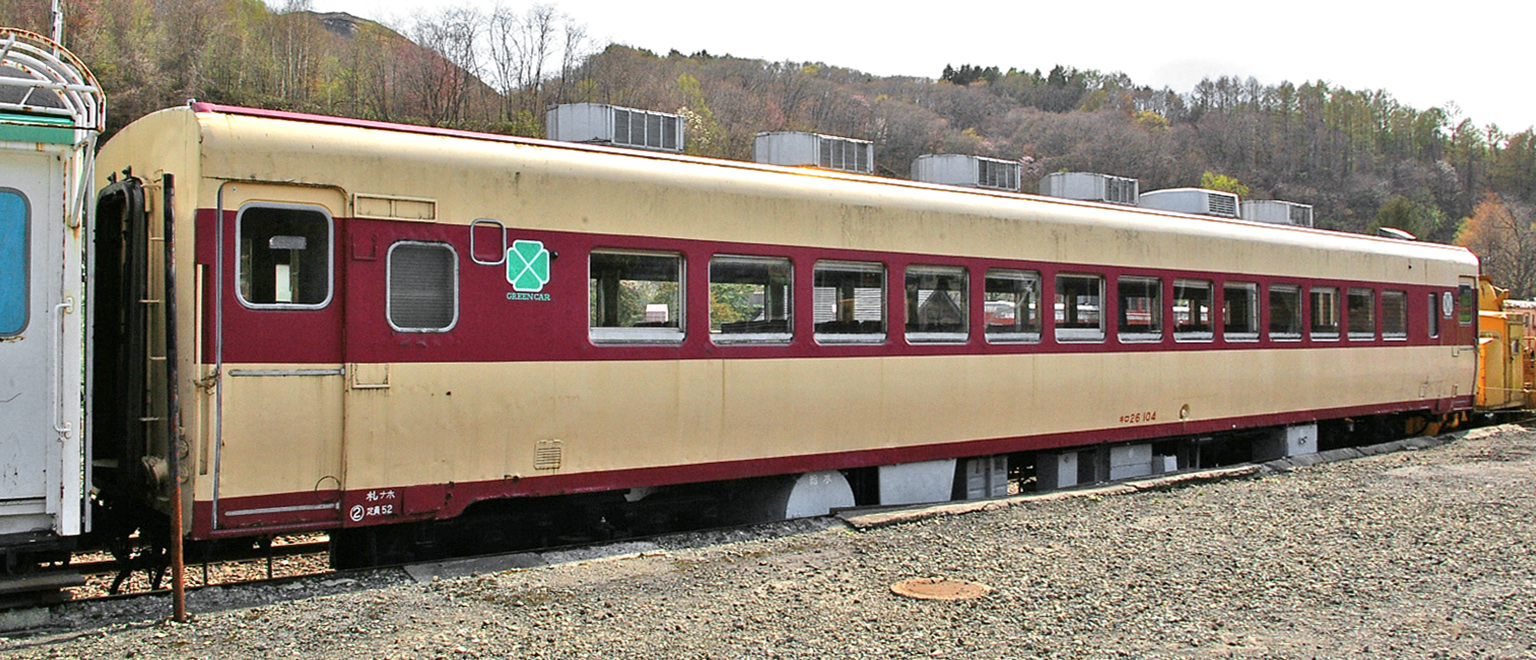
キシ80 31（食堂として利用）

- キハ22 52
- キハ27 23
- キロ26 104
赤帯は展示以来長らく写真のとおり赤2号であったが、2010年の再塗装で正規の赤11号となった[8]。

#### 客車

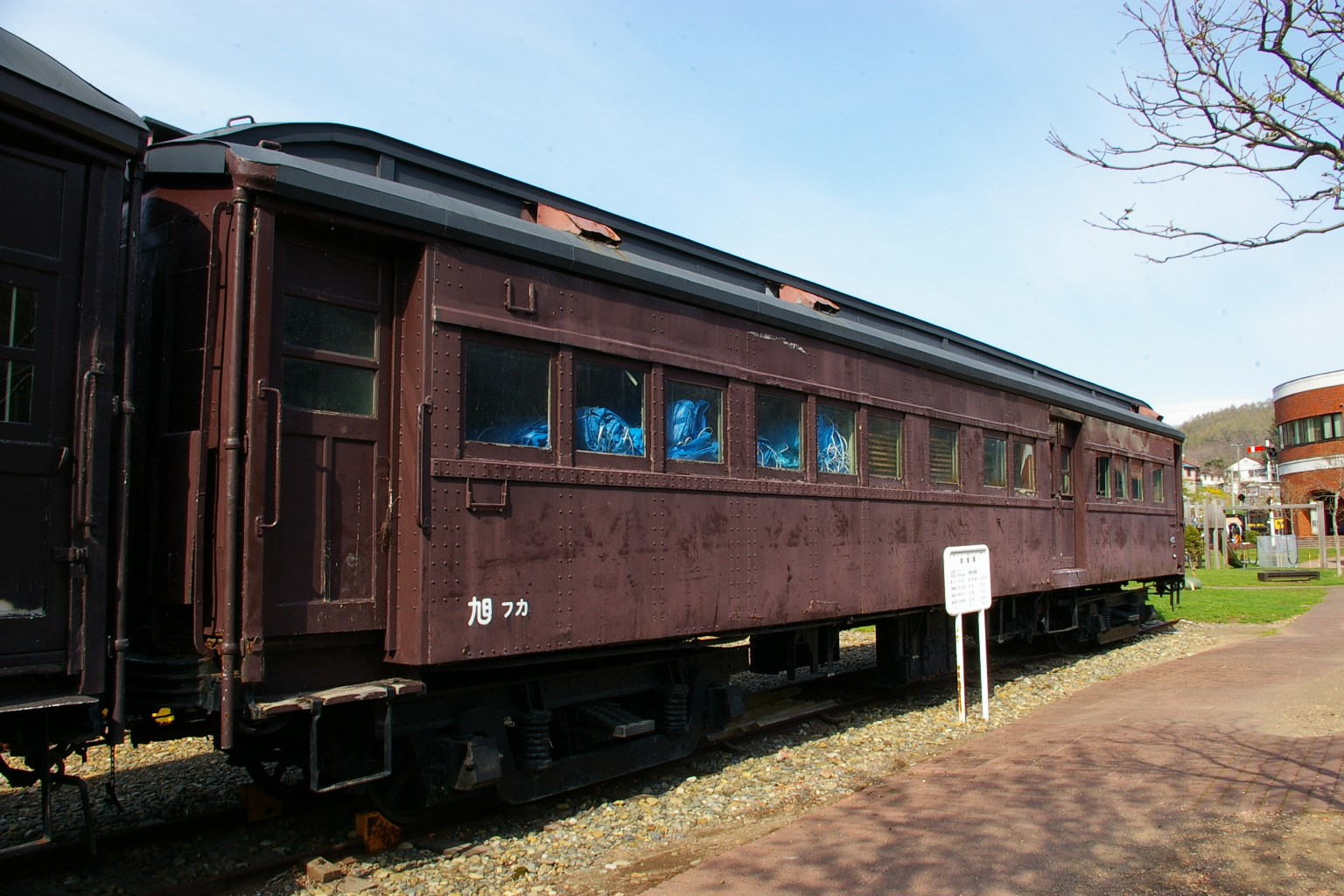
スハ45 20（食堂として利用）
- オハフ46-504
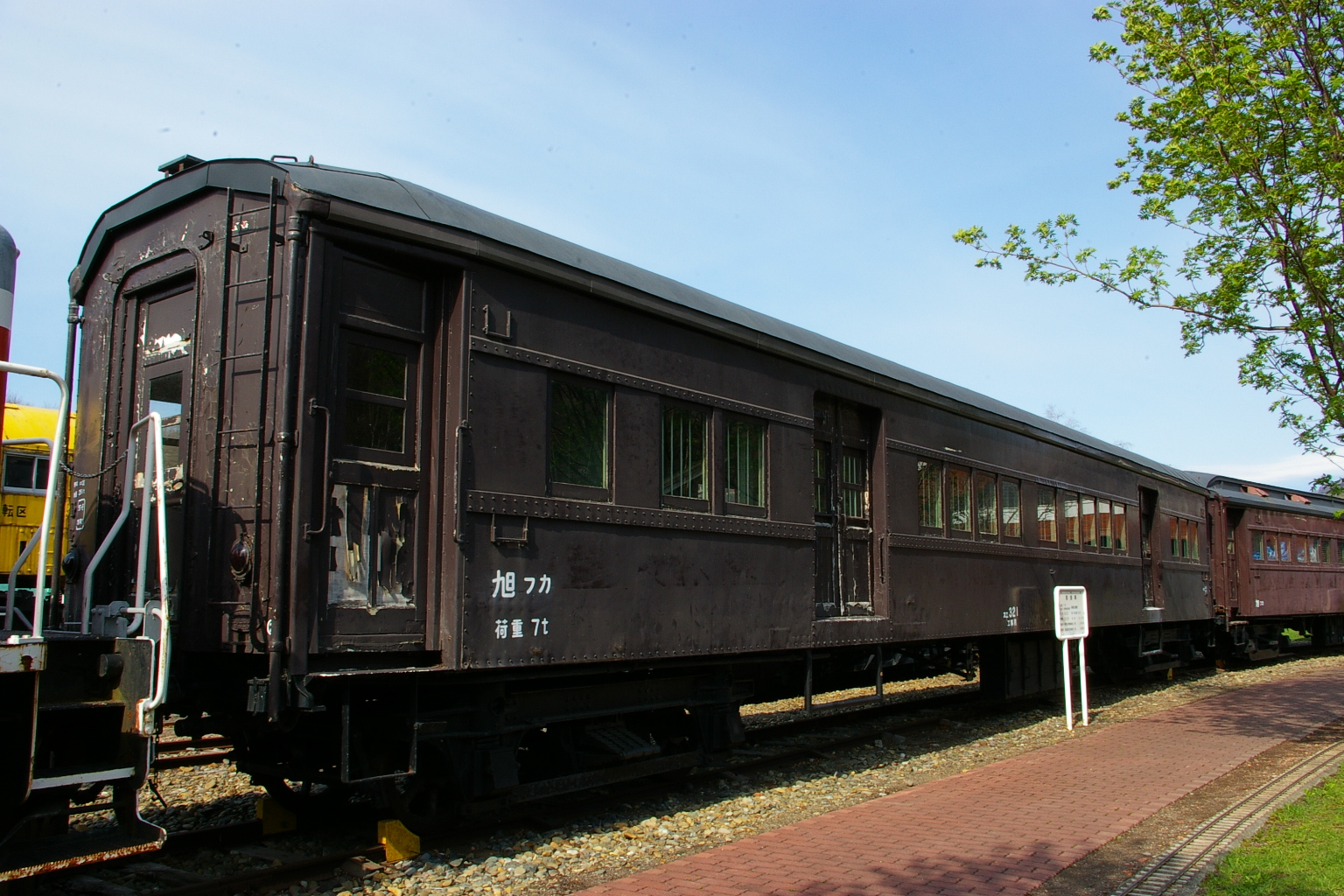
スハフ44 12
- オハフ33 451
- スユニ50 505（郵便荷物車）
- スエ30 41（救援車）
- スエ32 1（救援車）

- スエ30 41
- スエ32 1

#### 貨車
- ワム66172（有蓋車）
- トラ72568（無蓋車）
- チキ6147（長物車・操重車の控車）
- セキ6657（石炭車）
- キ274（ラッセル式雪かき車）
- キ756（ジョルダン式雪かき車）
- ソ81（操重車）

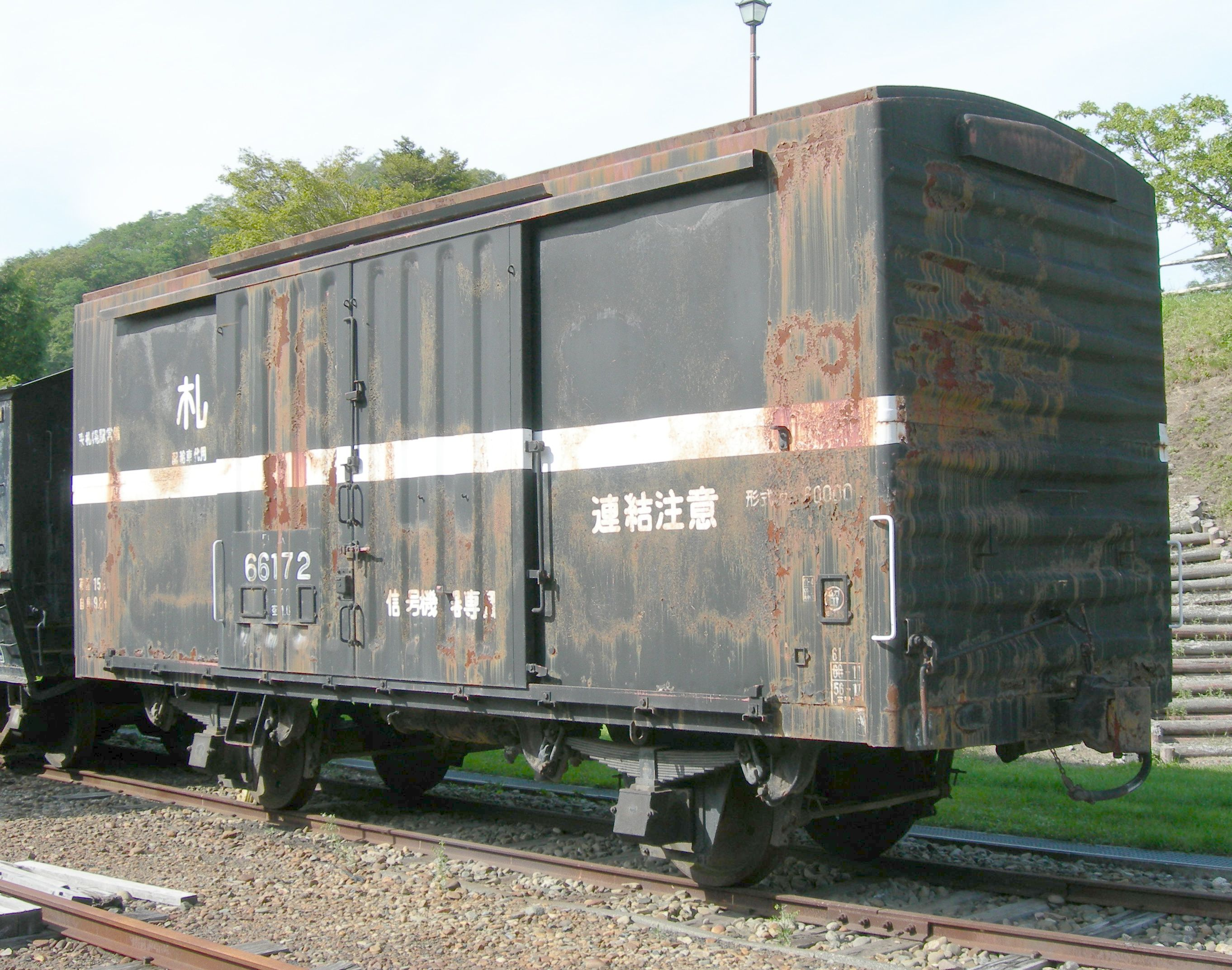
ワム66172
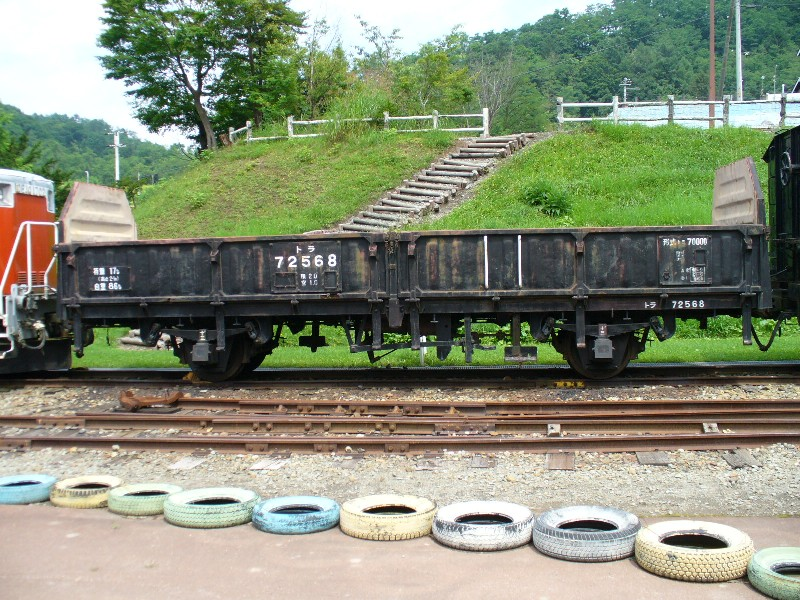
トラ72568
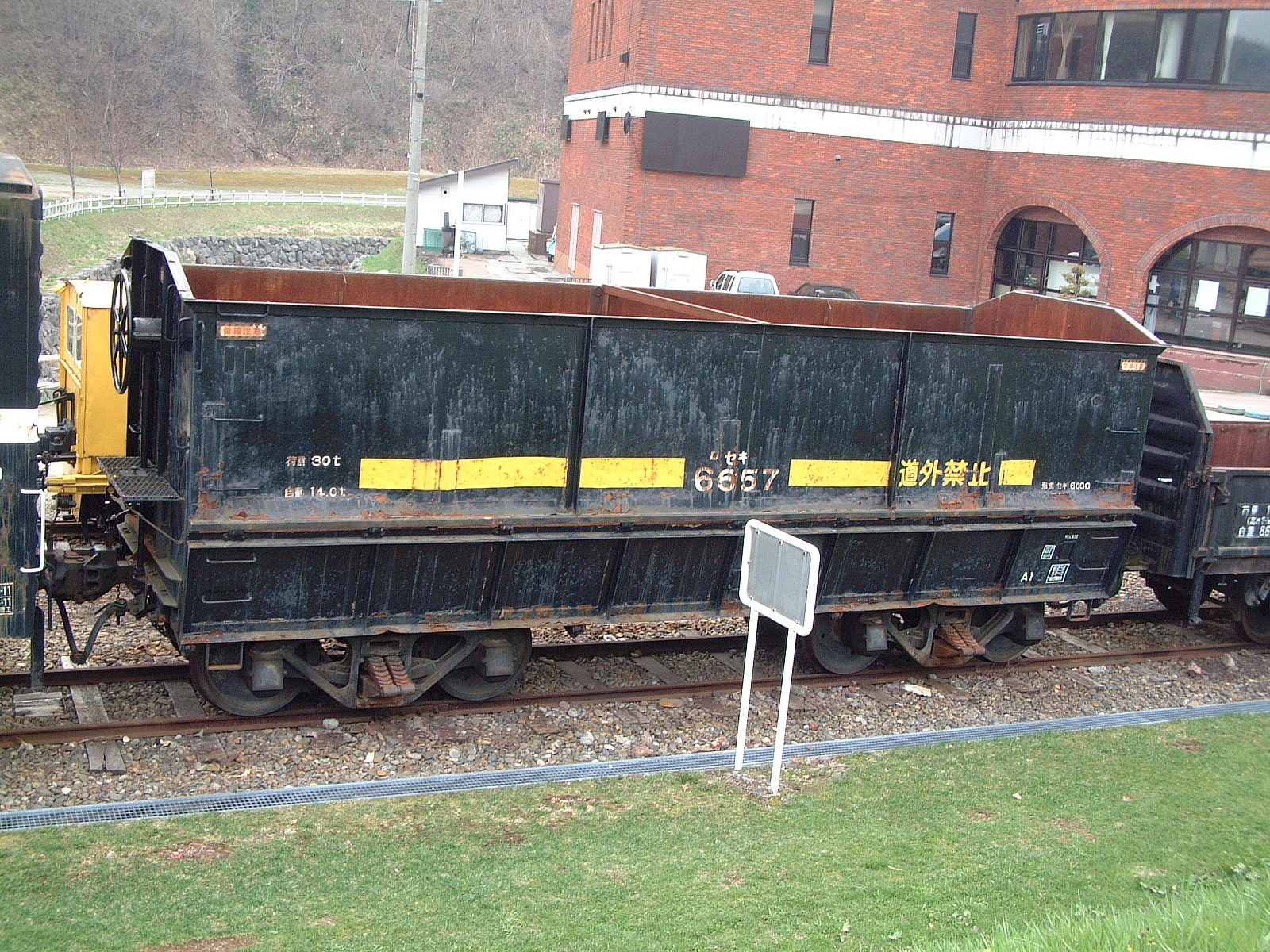
セキ6657
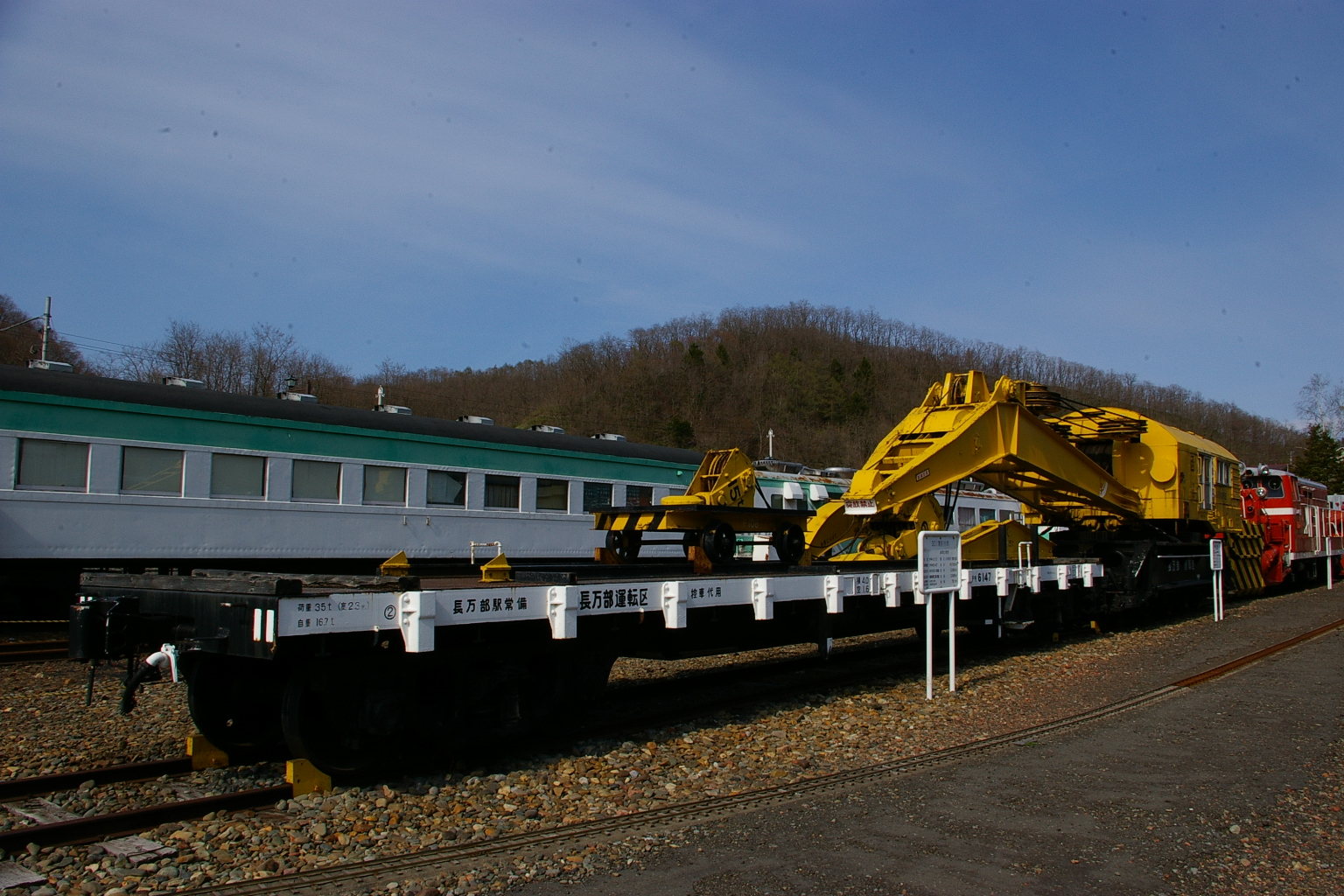
チキ6147
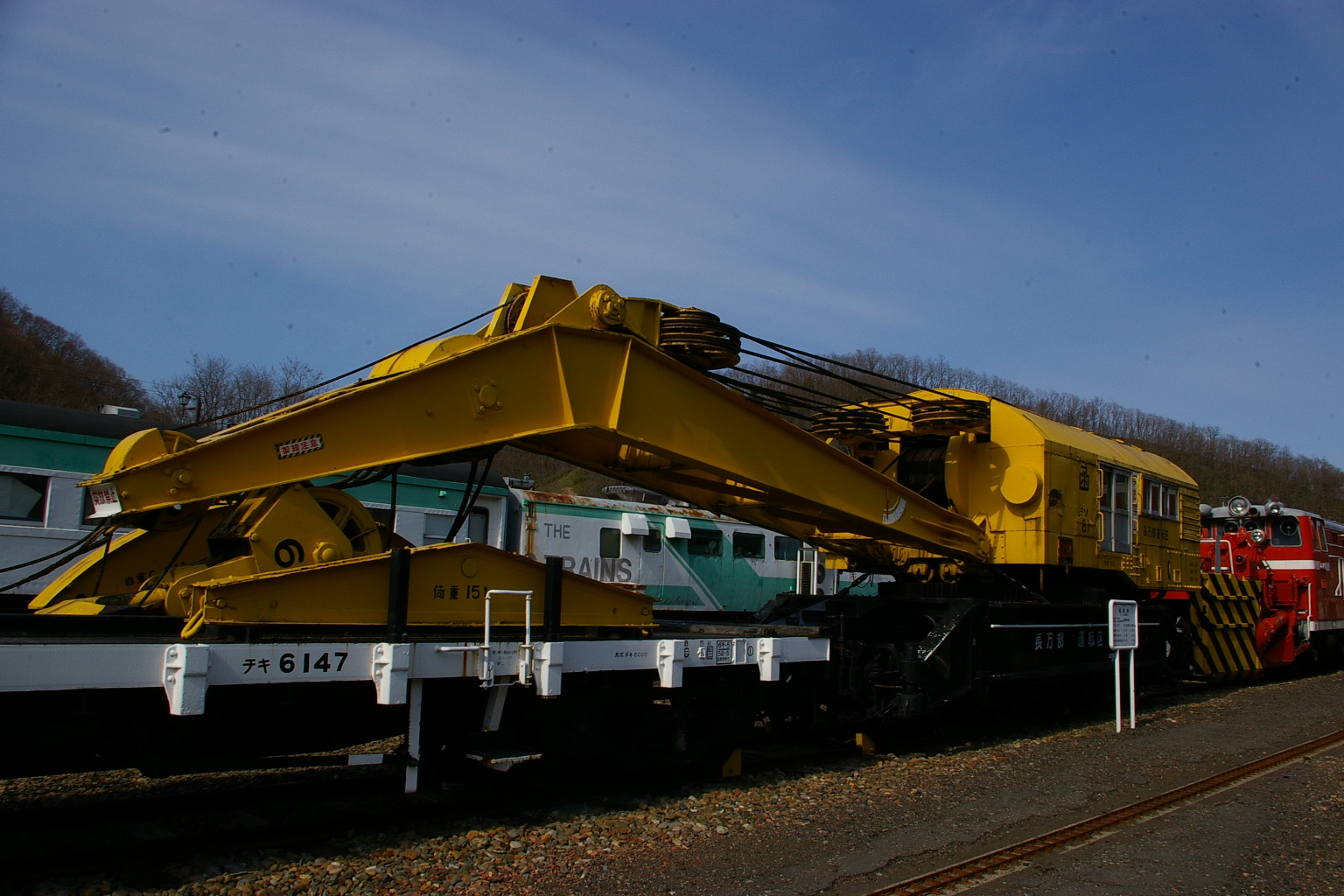
ソ81
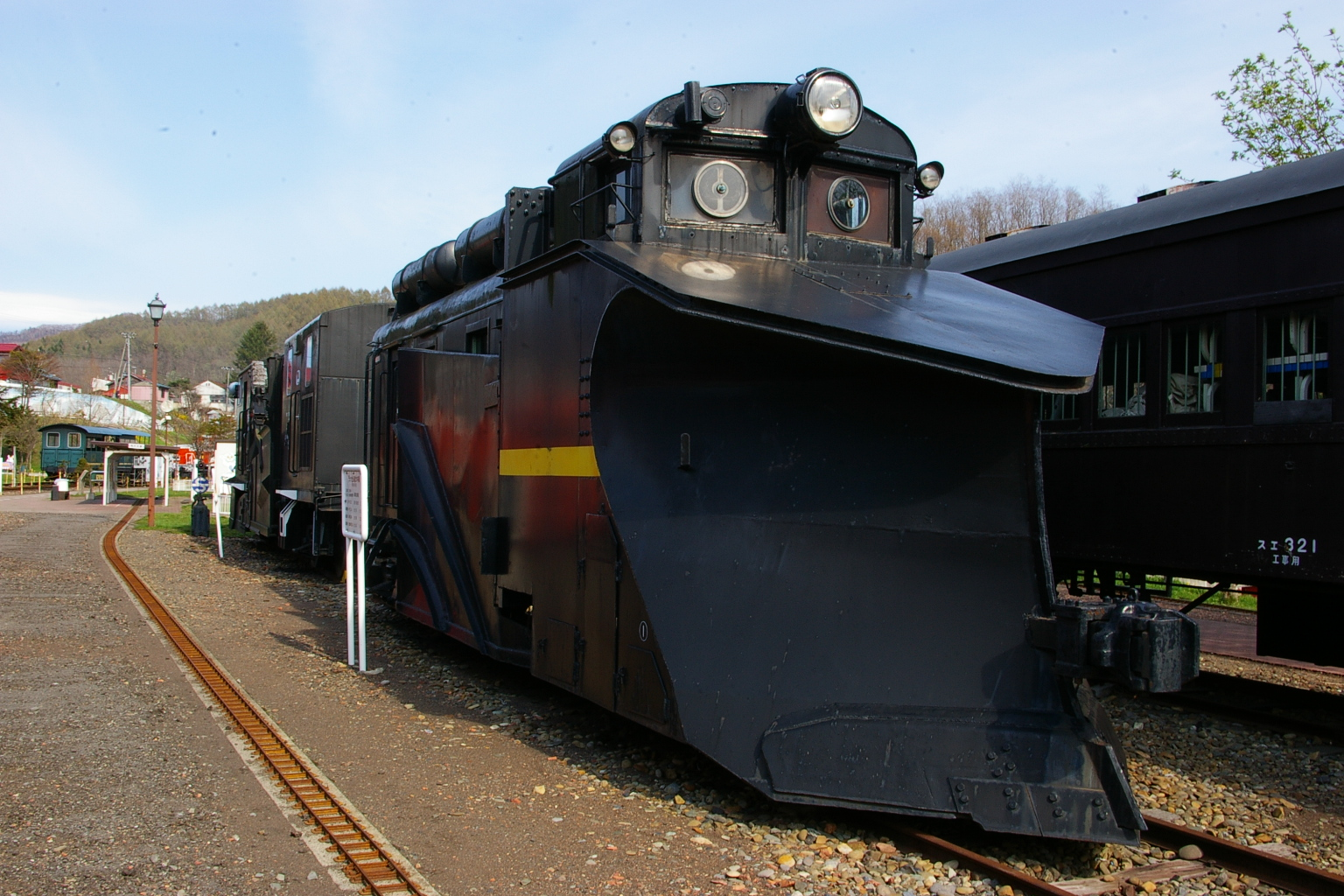
キ274
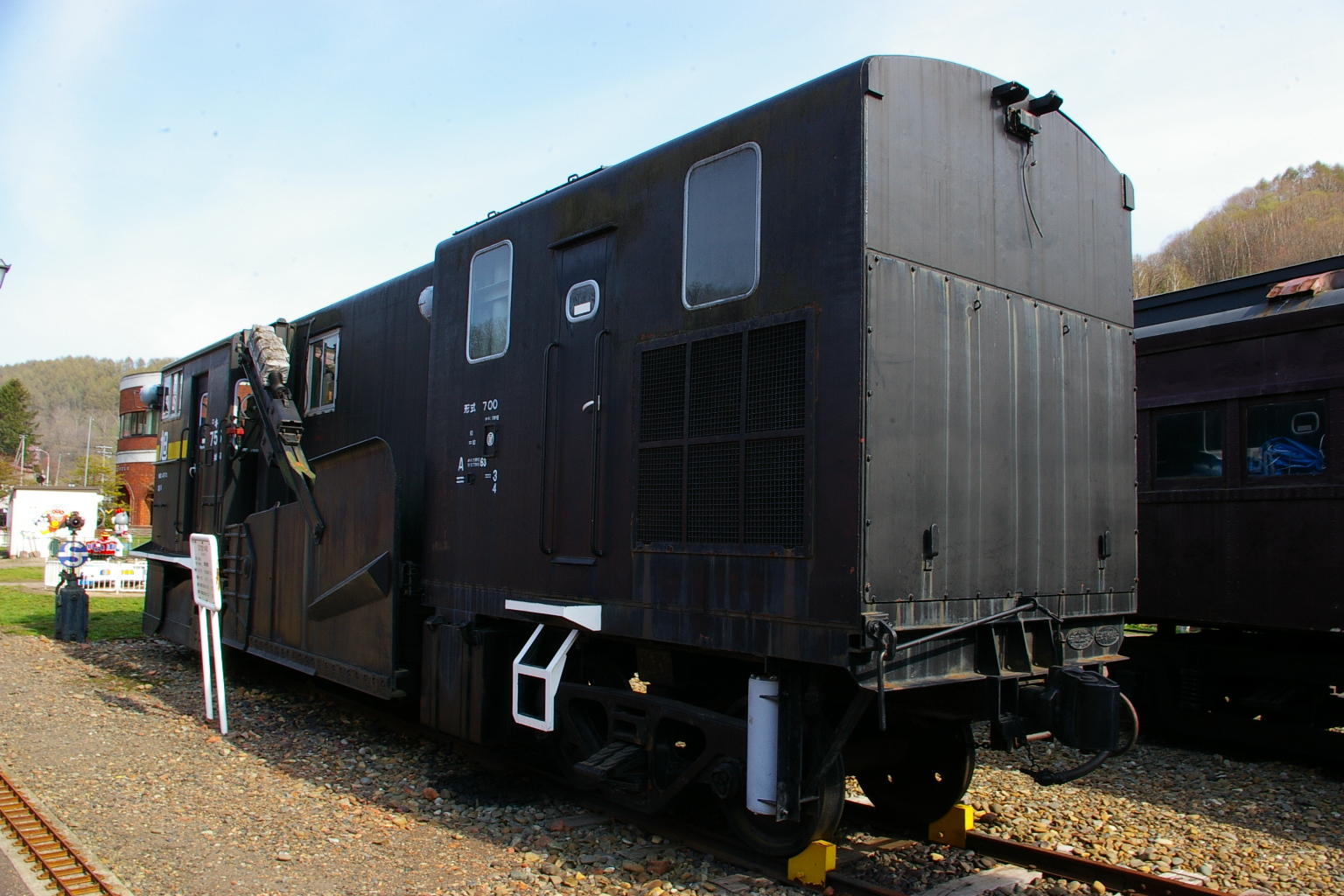
キ756

#### 鉱山用車両
- 三井芦別炭坑坑外用8tディーゼル機関車
- 太平洋炭礦坑外用8t電気機関車[9]
- 住友石炭赤平炭坑坑内用6t蓄電池機関車HX-6
- 住友石炭赤平炭坑坑内用人車

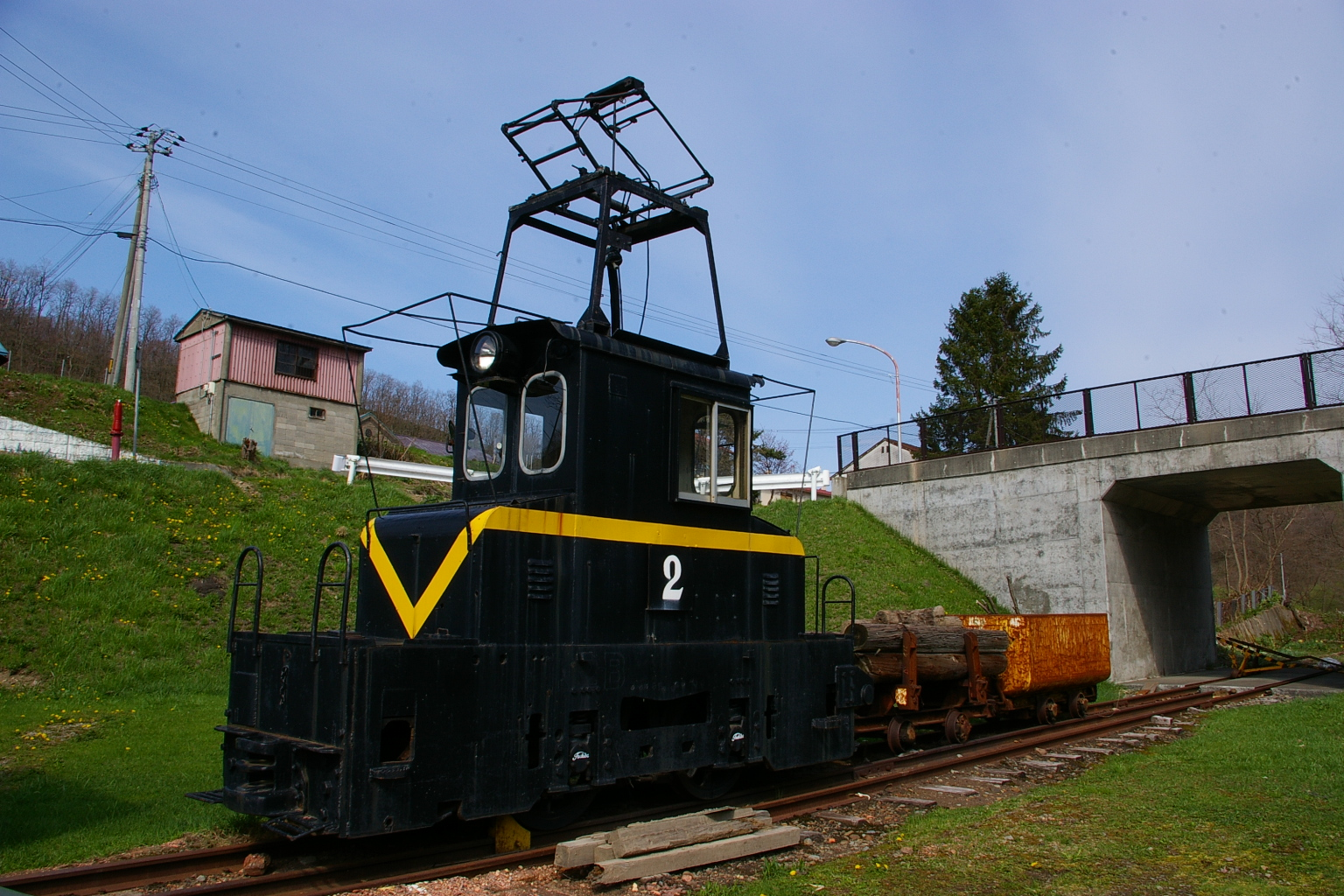
8t電気機関車

## クロフォード公園
三笠鉄道記念館の分館的位置づけの鉄道公園施設で、三笠市街地の南部、旧幌内線三笠駅（幌内太駅）跡にある。
こちらにも北海道で使用された鉄道車両が静態保存されているほか、旧三笠駅の跨線橋とプラットホームが保存されている。
1990年（平成2年）に幌内太駅の駅舎復元が完成した。
公園の名称は、北海道開拓使の外国人顧問として官営幌内鉄道建設を指導したアメリカ人技術者ジョセフ・ユーリー・クロフォードにちなむ。
施設概要
- 幌内太駅：112平米
- 野外ステージ：397平米
- 芝生広場：11,000平米

### 保存車両
- キハ82 100+キハ80 150+キシ80 27+キロ80 52+キハ80 145+キハ82 87（80系気動車）
- DD51 548 - 1968年の北海道開道百年式典に際しての天皇・皇后行幸啓時のお召し列車を牽引した機関車[12]。
- ホキ746（バラスト運搬用ホッパ車）
- ホキ2341（穀物運搬用ホッパ車）
- ヨ8006（車掌車） - 現存しているヨ8000の中では最も番号が若い。

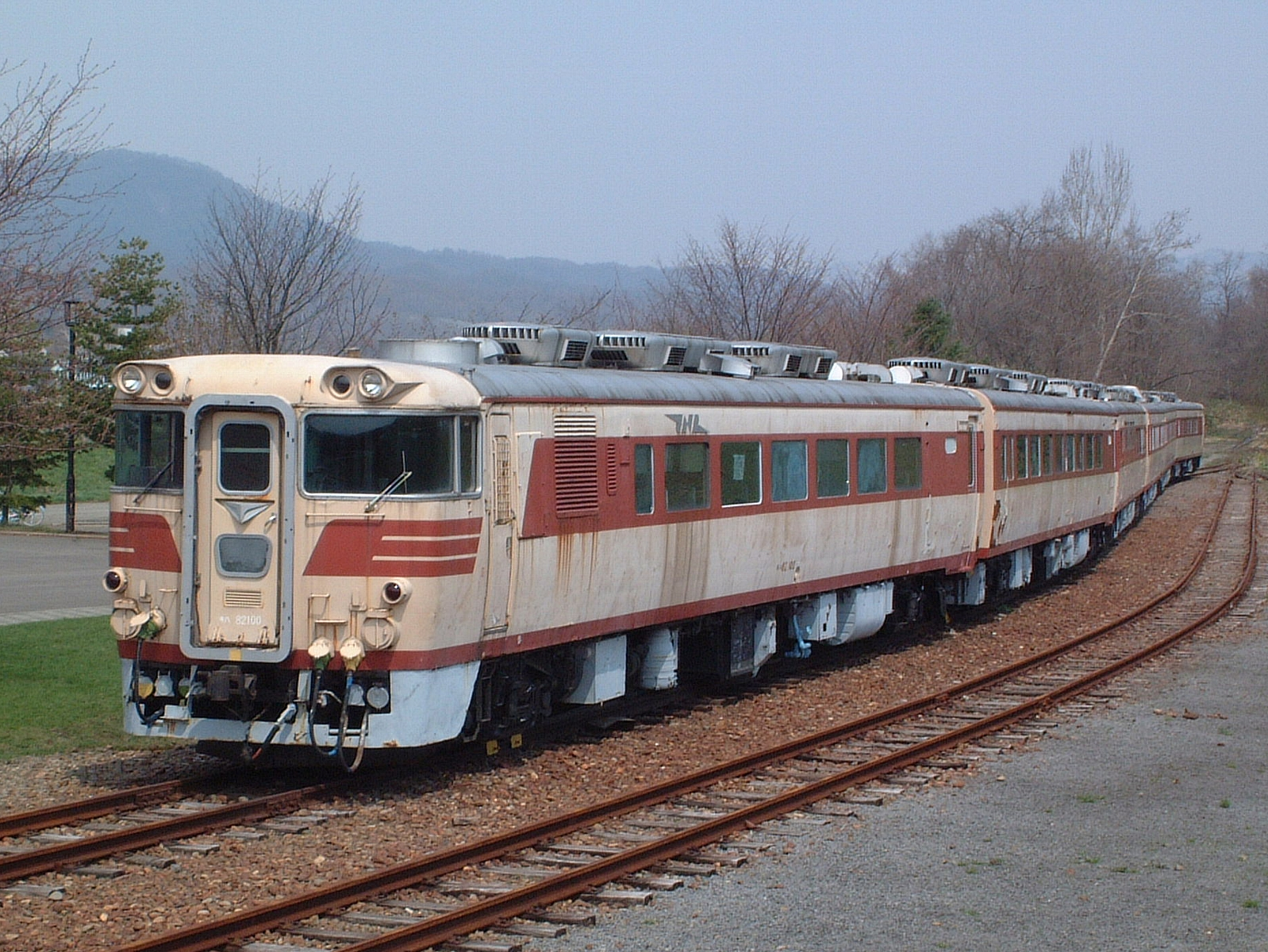
キハ82 100の編成
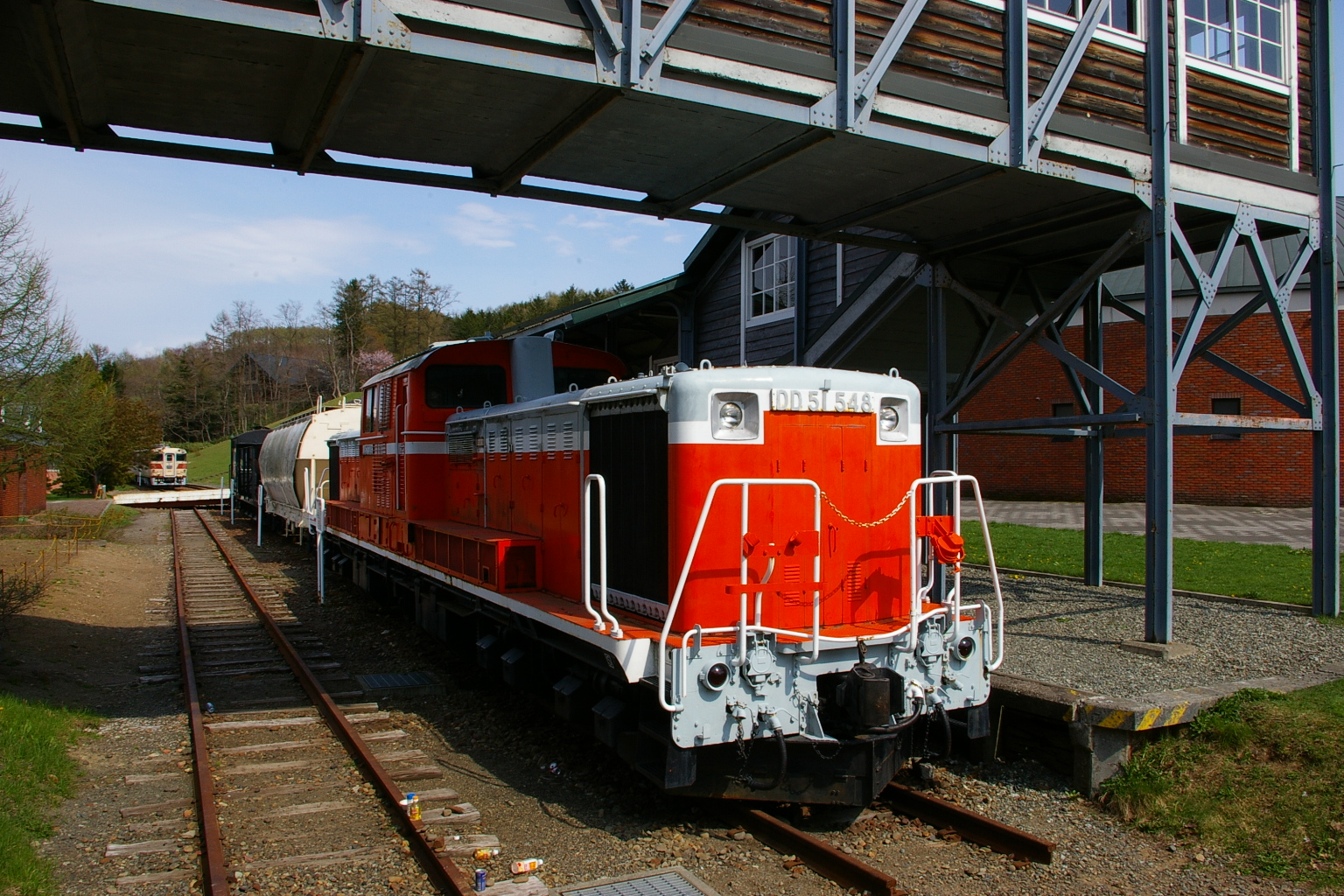
DD51 548
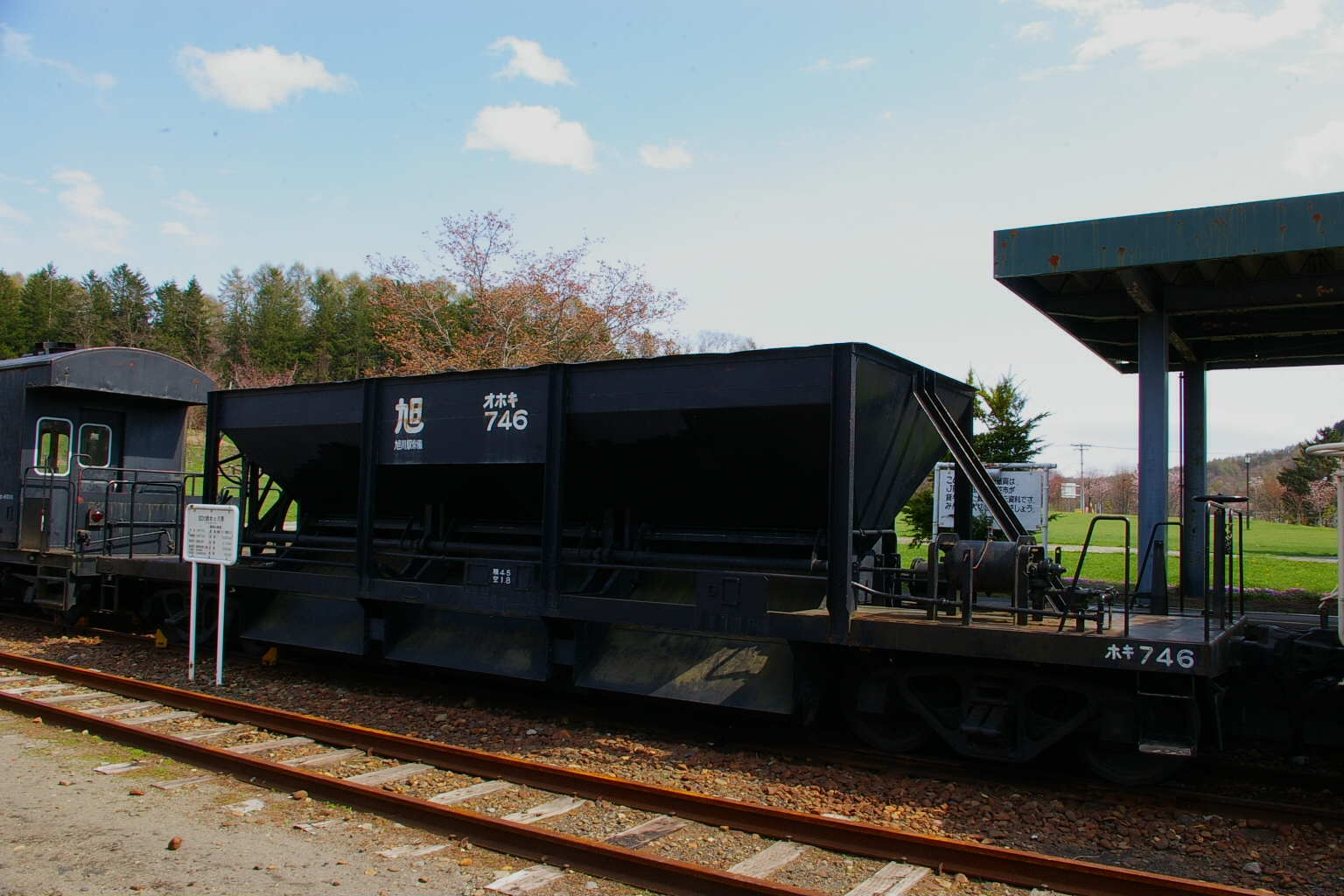
ホキ746
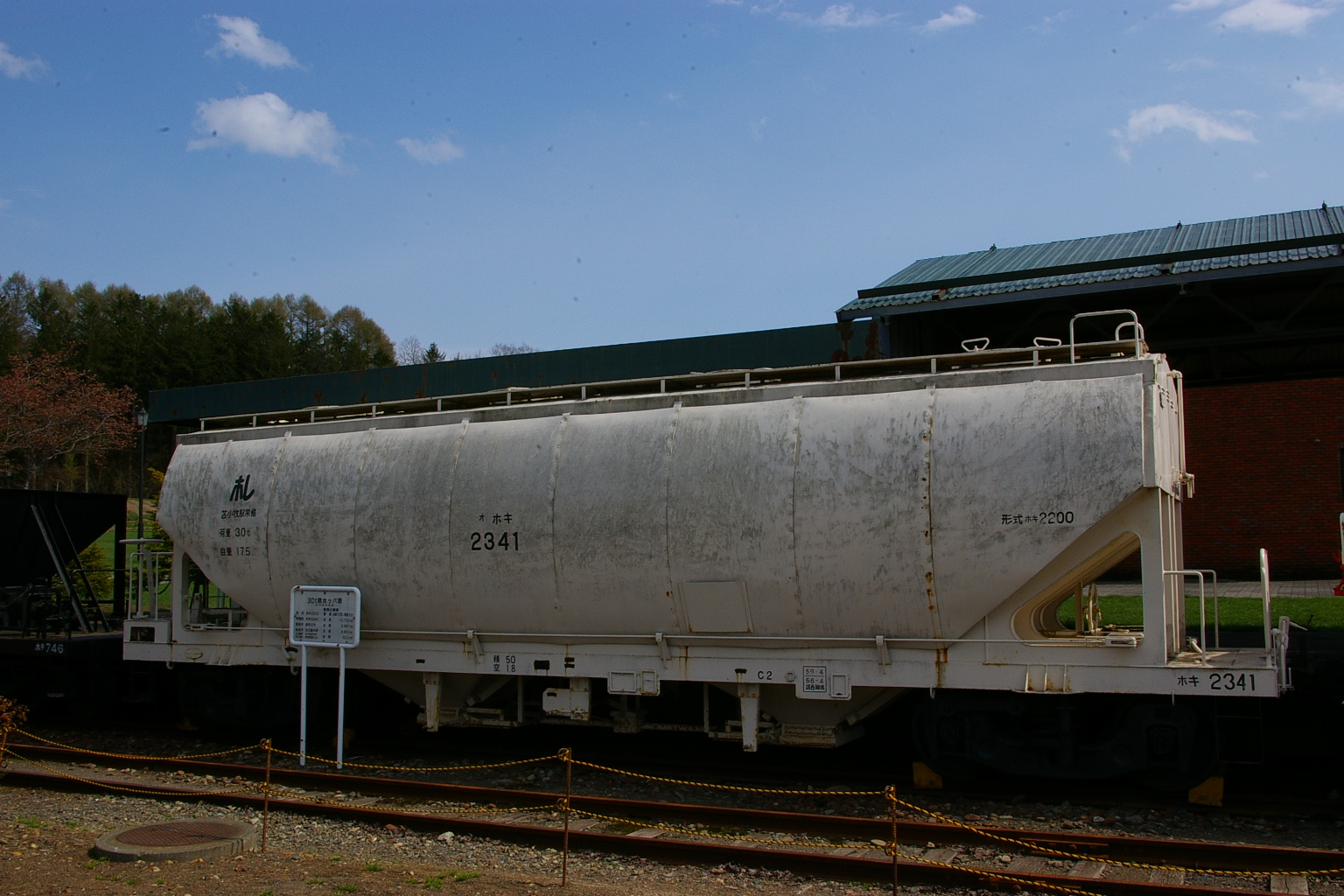
ホキ2341
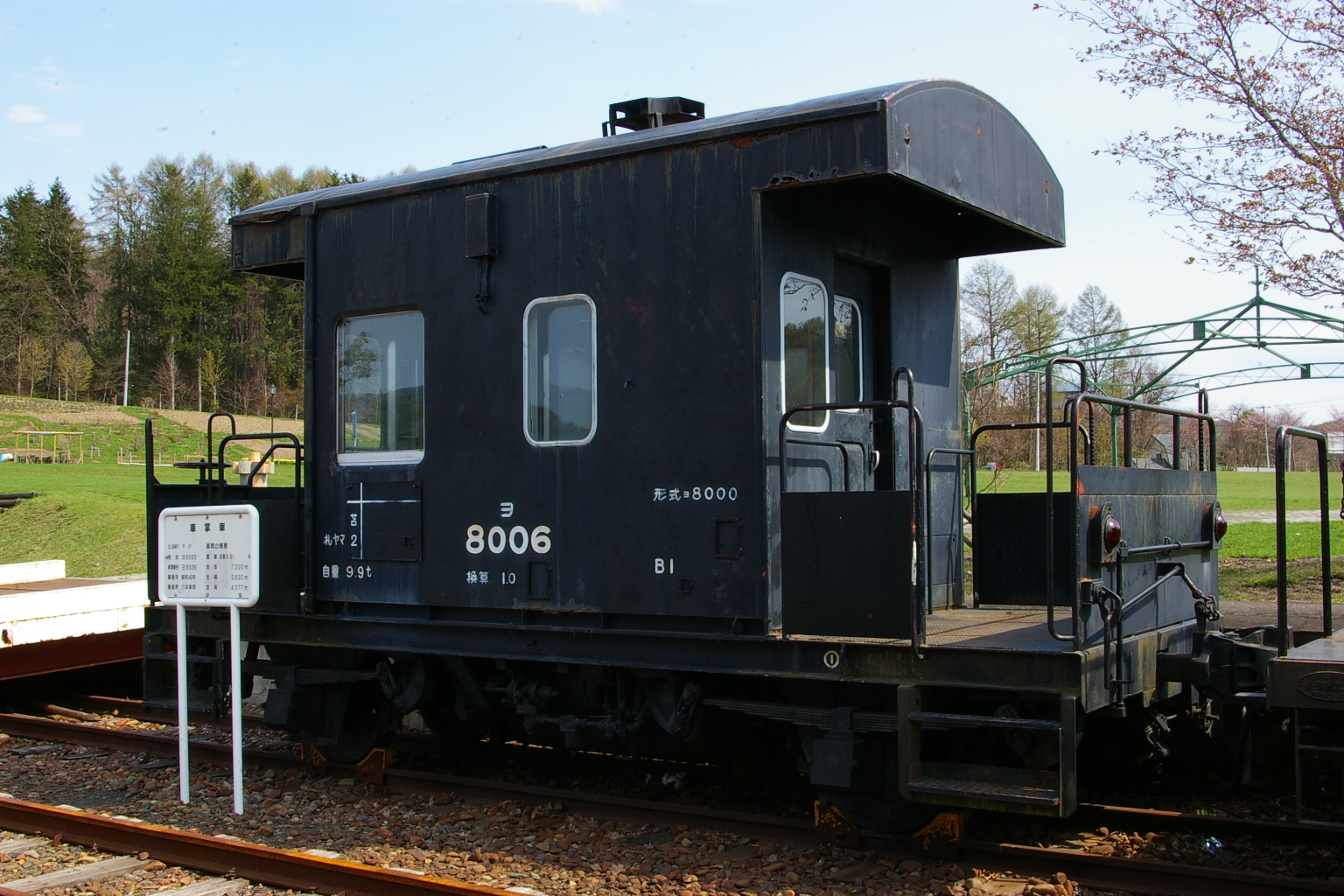
ヨ8006

## 三笠トロッコ鉄道
クロフォード公園から2.5kmの区間を整備して、2010年（平成22年）4月29日に三笠トロッコ鉄道がオープンした。三笠振興開発と鉄道グッズ店「カラマツトレイン」の業務委託契約のもと、カラマツトレイン系列の「株式会社三笠トロッコ鐵道」が運営する。
幌内太駅復元駅舎を鉄道グッズ店「カラマツトレイン三笠店」とトロッコ鉄道事務所とし、軌道モーターカーや軌道自転車が運転されている。クロフォード公園での受付の場合は幌内太駅舎から徒歩5分の「初音町」ホームから乗車し折返所「小池坂」を経由するコースとなっている。
2019年時点では当初の初音町発着コースの他、鉄道記念館前発着の「展望トロッコ列車」（記念館-クロフォード公園間往復5.6km）や旧幌内炭鉱遺構方面への「アドベンチャートレイン」コースも整備されている。
路線
- 接続連絡路線：幌内太駅 - 初音町駅（オート三輪またはターレットトラック）
- 体験運転トロッコ：初音町駅 - 開拓小屋駅 - 幌内住吉駅 - 月光町駅 - 小池坂駅折り返し
- トロッコ展望列車：鉄道記念館駅2番線 - 幌内機関庫駅 - 月光町駅 - 幌内住吉駅 - 開拓小屋駅 - 初音町駅折返し
- アドベンチャートレイン：鉄道記念館駅3番線 - 川下駅（トロッコ列車）、川下駅 - 川上駅（徒歩）、川上駅 - 音羽坑前駅 - 常盤坑下駅（トラック移動）[17]

主な保有車両
- 1号車「幌内号」 - 富士重工業宇都宮製作所製、1973年製、排気量359cc
- エンジン付きトロッコ（11両）
- スタンディングトロッコ（2両）
- 展望トロッコ客車（2両）
- インディートロッコ編成（3両）

## 交通アクセス
- JR岩見沢駅の岩見沢ターミナル→北海道中央バス三笠線で「三笠市民会館」下車→三笠市営バス幌内線幌内1丁目行に乗り換え「鉄道記念館前」下車
- 道央自動車道「三笠インターチェンジ」→道道116号岩見沢三笠線を約4㎞で三笠市役所→道道1129号三笠栗沢線沿い。約12分

## 博覧会計画
三笠市内の炭鉱閉山後の地域振興策の一環として1987年開催予定で地方博覧会「北海道交通科学博覧会」が計画されていた。1985年10月に実行委員会を発足し、1986年1月に基本構想が発表され幌内線周辺の2ヶ所を会場に1987年夏季の開催を計画した。北海道新聞社が主導し、三笠市・三笠市商工会とあわせた3者による主催で道新事業部が企画立案・出展交渉・来場者動員対策、三笠市が受入体制の整備、三笠市商工会が地元でのPRと商店参加や売り出し企画を受け持った。
鉄道村の開業と連動し市制30周年や道央自動車道三笠インターチェンジ完成・桂沢経由の道道夕張芦別線開通といった広域交通網の整備完成が重なる記念すべき年に合わせ三笠市の活性化と施設拡充・三笠市の新しい姿とあり方を広く道内外にアピールし交通機関・鉄道が人々に与えた夢やロマン・新しい交通を多くの来場者に体験させる参加型のイベントを目指すとしていたが、1986年3月時点で出展社が現れず5月末に主催の道新は交渉を中断し夏頃には中止の方向性に傾き、10月に鉄道村施設の建設遅延を理由として開催中止を決定、三笠市議会の審議で判明した範囲で約1億円の準備経費が費やされ主催の道新は博覧会中止の社告を出さず開催見送りの形で収められた。
開催計画
- 会期：1987年6月20日 - 8月30日[21]
- 主催：三笠市、三笠市商工会、北海道新聞社[21]
- 愛称：ミカサエクスプレス - 三笠を過去から未来への超特急に見立てた命名とした[21]。
- 略称：交通博[23]
- テーマ：21世紀の交通システムと明日の北海道を考える[24]
- 入場目標：50万人[24]
- 総事業費見込み：7億円前後[25]
- 会場[21]
  - 主会場：三笠運動公園（15万平米） - 21世紀の交通システムを展示するテーマゾーン、過去の乗り物や世界の珍しい乗り物を紹介するディスプレイゾーンなど6ゾーンを展開。
  - 副会場：三笠鉄道村（1万5000平米[23]）
- シンボルマーク：広く地球的な発想をイメージした円の中に三笠の頭文字「M」をデザイン化した白のラインを入れ新生三笠が未来へ広がることを強調し、上側に三笠の青い空を示すブルー・下側にまちづくりに懸ける市民の熱いエネルギーを示すオレンジを配した[26]。
- イベント
  - 飛行船デモフライト、全道国鉄乗り継ぎラリー、全日本ラリー選手権[27]、マイクロ飛行機デモフライト、自転車ロードレース、トライアスロン駅伝、石鹸箱カーレース、全道少年サッカー選手権など[21]
  - この他北海道鉄道発祥の街三笠のアピールや博覧会全体の盛り上げを目的にD51機関車の復活計画も検討されていた[23]。
- アクセス[21]
  - 臨時特急列車「ミカサエクスプレス号」（札幌駅-三笠駅）
  - 会場間輸送：SL弁慶号と開拓使号客車・蒸気自動車・幌馬車の運行を計画した他、リニアモーターカーの出展も検討されていた。

パビリオン・施設
- 三笠運動公園
  - 基本構想時[23]
    - アプローチゾーン（歓迎ゾーン） - 三笠駅や鉄道記念館までの蒸気自動車・馬車・バスのターミナルを設け、テーマゾーンへのメインストリートに鉄道馬車などの屋外展示や音楽隊などの演出で華やかに歓迎を演出する。
    - テーマゾーン - リニアモーターカーやエアコミューターなど21世紀の交通システムの展示で明日の北海道を展望する。
    - ディスプレーゾーン（展示ゾーン） - 古き良き時代のクラシックカーなどを集めたコレクションやレオナルド・ダ・ビンチの世界をはじめとして、空想と科学や世界の珍しい乗り物など企業展示を含めつつユニークなゾーンを形成する。
    - メルヘンゾーン（おとぎの国ゾーン） - ミニSL、サイクルモノレール等の乗り物を通しおとぎ話の世界を体験させる。
    - イベントゾーン（お祭り広場） - 人力飛行機大会、飛行船、マイクロマウスロボット大会などの参加性の高いイベントや飛行船のデモンストレーションなどを繰り広げる。
    - バザールゾーン（買物広場） - 国内・世界の旅のロマンを満喫できる特売会、三笠特産品の即売やPRコーナーを展開する。

  - パビリオン構想時[28]
    - 軌道交通の科学 出発（たびだち）ステーション - 北海道開拓に大きな役割を果たした鉄道やリニアモーターカーなど21世紀の軌道交通の出発をイメージした展示を展開。
    - 海・空・宇宙 夢のポートパビリオン - レオナルド・ダ・ビンチが考案した交通機関を中心に、夢ある21世紀の乗り物を幅広く紹介する。
    - 道路交通の科学 すばらしいクルマ館 - クラシックカーから安全快適で個性的な21世紀の車まで自動車の世界を展示する。
    - 情報通信と地方の時代 コミュニランド（情報通信館） - 暮らしに関わるコミュニケーションの全てを紹介し明日の北海道を展望する。
    - 明日の空知館 - 空知の観光と産業や管内27市町村の魅力を紹介し空知圏の明日を展望する。
    - バザール館
    - 特設展示場
    - 特設企業館
    - イベント広場
    - 体験ゾーン
    - メルヘンパーク
    - レストラン
- 三笠鉄道村（基本構想時）[23]
  - 静態保存 - 救援車・ラッセル車などの実物の鉄道車両の展示や改装トロッコの運行を展開。
  - 動態展示 - 三笠駅と鉄道記念館を結ぶ体験乗車列車として弁慶号・開拓使号などの運行を予定。
  - レストラン・ホテル - 改造列車を用いてレストランやホテルを運営。
  - ターミナルゾーン - 主会場とを結ぶ蒸気自動車・リムジンバス・馬車のターミナル。
  - ミカサエクスプレス - 特別仕様の豪華列車を期間中札幌駅-三笠駅間で運行。

沿革
- 1985年
  - 10月11日 - 三笠市が商工会・北海道新聞共催による交通科学博覧会計画を公表[29][30]。
  - 11月13日 - 博覧会実行委員会発足[20]。
- 1986年
  - 1月27日 - 第2回実行委員会にて基本構想を決定[28]。
  - 2月16日 - 北海道知事・教育長や国鉄北海道総局長に後援依頼・役員委嘱[28]。
  - 3月3・4日 - 道内選出国会議員に後援依頼・顧問委嘱[28]。
  - 3月12日 - シンボルマーク入選作発表[28]。
  - 6月2日 - 第3回実行委員会で会場構成・パビリオン構想を決定[28][22]。
  - 8月 - 空知管内や札幌にてPR活動を実施[31]。
  - 8月11日 - 三笠市議会で鉄道記念館展示工事予算の審議を開始、発注が協同広告社1社への偏向している点や計画説明の不十分な点が指摘された[22]。
  - 9月18日 - 鉄道記念館館内の展示工事請負契約案（予算2億900万円）が三笠市議会で否決[6]。「幌内炭鉱がどうなるかわからない重大な局面を迎えた現在財源はできるだけ確保すべき」「展示工事説明や付属資料が不備で契約内容が杜撰」「市理事者の議会への対応が不適切」といった理由が挙げられた[32]。
  - 10月17日 - 展示工事請負契約の難航による鉄道村建設遅延を理由に、第4回実行委員会にて中止を決定[33][6]。
  - 10月24日-11月7日 - 市内7地区で博覧会中止説明会と市政懇談会を実施[4]。